# Chiesa del Santissimo Corpo di Cristo (Brescia)
La chiesa del Santissimo Corpo di Cristo, nota anche come chiesa del Santo Corpo di Cristo o chiesa di San Cristo, è una chiesa di Brescia, situata lungo Via Giovanni Piamarta, sulla sommità della scalinata che, da Via Musei, conduce prima alla chiesa e poi al castello della città. Costruita nella seconda metà del Quattrocento, fa parte del vasto monastero annesso giunto intatto fino a oggi, comprendente tre chiostri.
Completamente affrescata nel corso del Cinquecento da Benedetto da Marone e in seguito ampliata e arricchita da Pietro Maria Bagnadore, la chiesa è solitamente definita come la Cappella Sistina di Brescia, viste le affinità scenografiche con l'opera di Michelangelo nella Cappella Sistina romana. Chiesa e monastero sono oggi gestiti dai Padri Saveriani.
In riferimento al titolo della chiesa, è opportuno far notare che il nome popolarmente diffuso, cioè San Cristo, presenta in realtà un errore di fondo, poiché la chiesa non è dedicata a Cristo come persona, bensì al suo Santo Corpo e, pertanto, all'eucaristia. L'unica, corretta denominazione, quindi, resta quella ufficiale: Santissimo Corpo di Cristo.

## Storia

### La fondazione
La chiesa e il relativo monastero vengono fondati nella seconda metà del Quattrocento dai Gesuati, un ordine religioso nato il secolo precedente e che, proprio in questi decenni, conosceva una notevole espansione. Fra la prima e la seconda metà del secolo i Gesuati fondano una lunga serie di conventi in tutta Italia, ad esempio a Milano, Roma, Livorno, Piacenza, Cremona e altre ancora, fra cui la stessa Brescia. La data di apertura del cantiere è collocabile nel 1467. La costruzione del monastero è strettamente legata al nome della nobile famiglia bresciana dei Martinengo, che donano ai Gesuati il terreno su cui realizzare il complesso. Altre donazioni avverranno fra il 1467 e il 1468, aumentando l'estensione del fondo a disposizione dei monaci.
La chiesa viene costruita sull'asse nord-sud con facciata a sud, contrariamente alla tradizione che voleva le chiese collocate sull'asse est-ovest. Ciò viene imposto soprattutto da ragioni costruttive: la conformazione del terreno, posto sul pendio del Colle Cidneo, rendeva difficoltosa l'apertura di un cantiere lungo questa direzione. Pure seguendo l'asse nord-sud, comunque, il colle dovette essere parzialmente sbancato e, anche così, il pavimento dell'abside si trovò incuneato a tre metri sotto al livello del suolo esterno. Non secondarie, comunque, erano ragioni prospettiche con la direttrice delle attuali Via Piamarta - Via Veronica Gambara, direttrice che ancora oggi permette di visualizzare la facciata della chiesa addirittura dall'incrocio con Via Tosio Martinengo, a ben quattrocento metri di distanza.
Sconosciuto, invece, è il nome dei mastri-costruttori dell'edificio. Nella zona, però, erano al tempo attivi Filippo delle Vacche e Giovanni del Formaggio, che avevano ricevuto l'incarico di realizzare il coro delle monache nella vicina chiesa di Santa Giulia. Altra possibilità è l'importante mastro Bernardino da Martinengo, che in quegli anni lavorava al rifacimento della chiesa di Santa Maria del Carmine. Le linee generali della facciata trovano inoltre profondi riscontri in quelle della chiesa di Sant'Agata, che proprio in quegli anni veniva ricostruita in stile gotico. Non è inverosimile, però, che il lavoro di progetto e costruzione del monastero sia stato fatto "in casa" dagli stessi Gesuati, grandi esperti in arti e mestieri, magari comunque ispirandosi a progetti e progettisti all'opera in città.
La consacrazione della chiesa avviene nel 1501 e, al tempo, doveva essere affrescata almeno nella parte absidale, dove si svolge la liturgia, come dimostra qualche lacerto di decorazione quattrocentesca in questa zona, opera di Paolo Caylina il Vecchio. Altri frammenti di affresco dello stesso periodo sono anche sulla sommità e alla base dell'arco santo, in particolare quelli alla base, scoperti alla fine dell'Ottocento e restaurati un secolo dopo. Immediatamente, inoltre, l'edificio diventa la chiesa gentilizia della famiglia Martinengo, i cui membri vi troveranno sepoltura nei secoli a venire. In questo momento la chiesa, pur avendo già acquisito i tratti generali, è ancora coperta da un tetto a capriate con travi a vista.

### Il Cinquecento: gli affreschi di Benedetto da Marone
Nel 1565 Fra Benedetto da Marone, pittore dei Gesuati, si fa promotore trasformazione dell'interno della chiesa: in vista di un grandioso progetto iconografico, nasconde le capriate a vista del soffitto con una volta a costoloni e il tutto, assieme alle pareti, al presbiterio e all'abside, viene ricoperto con un vasto ciclo di affreschi. Nell'estesa decorazione, l'autore sviluppa un complesso ciclo figurativo per illustrare il tema della salvezza che si attua attraverso il Corpo e il Sangue di Cristo, tema particolarmente sentito dalla spiritualità dei Gesuati. Anche il Romanino contribuisce alla decorazione della chiesa, realizzando un polittico per l'altare maggiore, oggi disperso, e un affresco con la scena dell'Ultima Cena nel refettorio del monastero.
Foto degli affreschi del refettorio

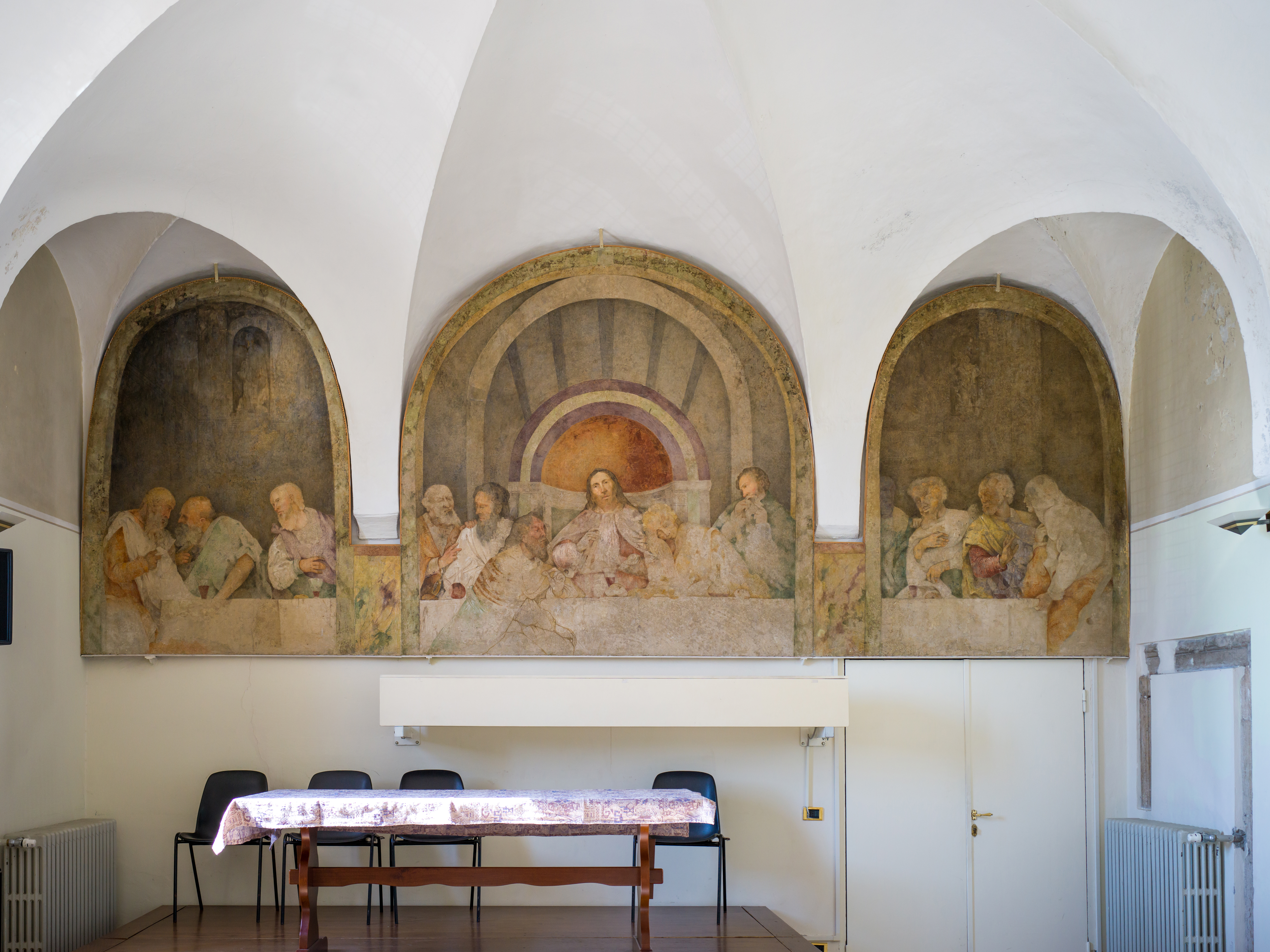
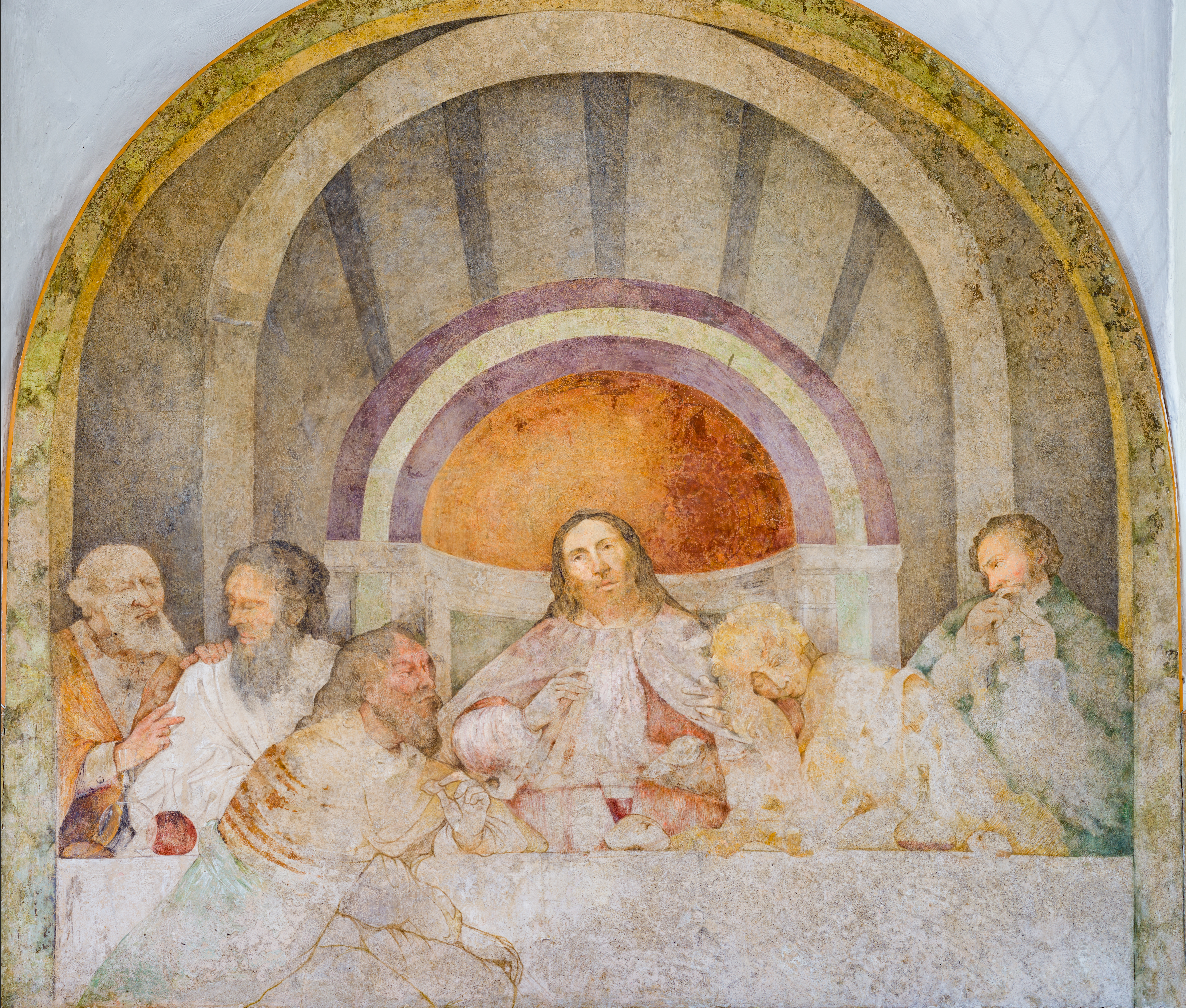
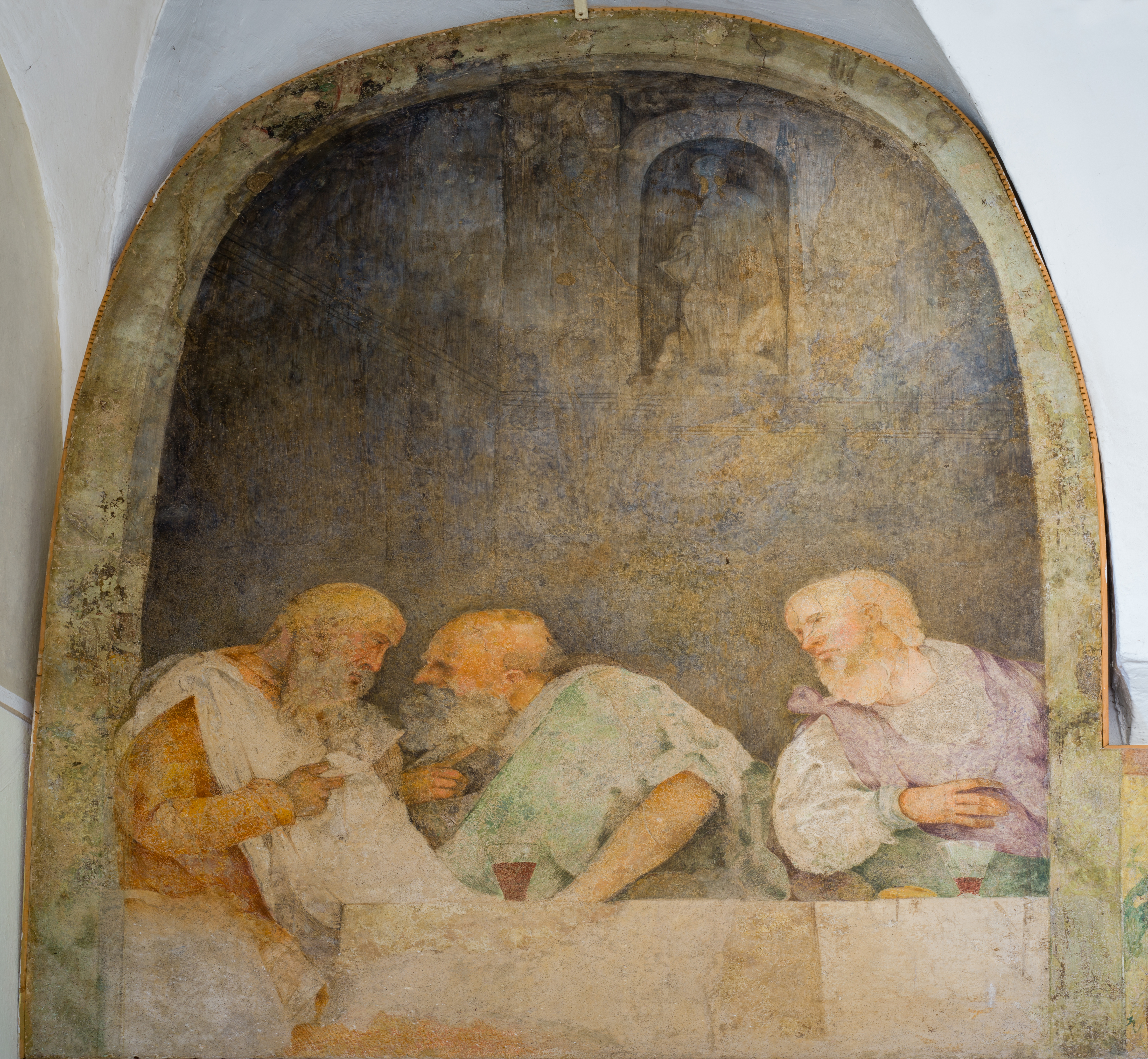
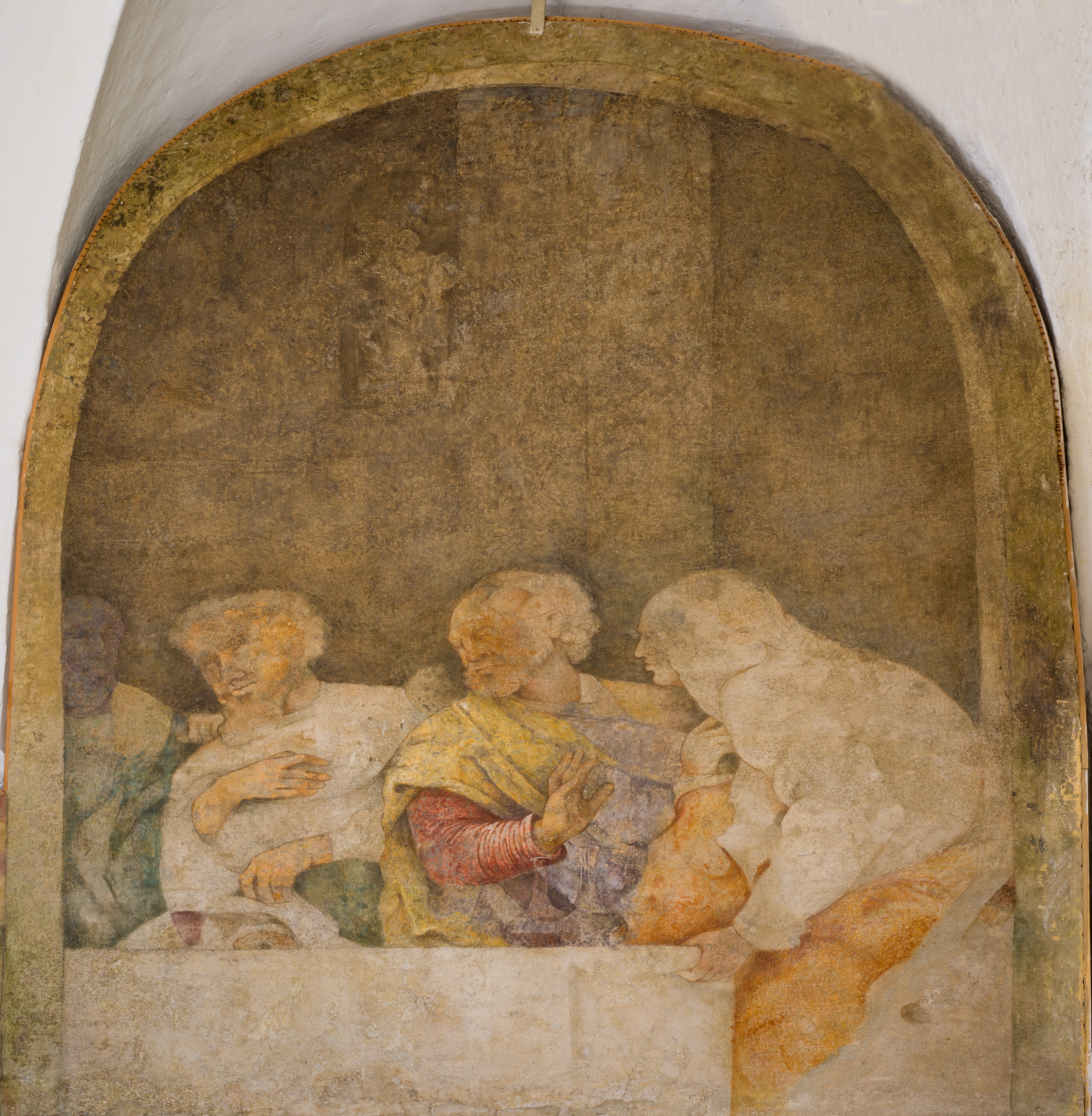
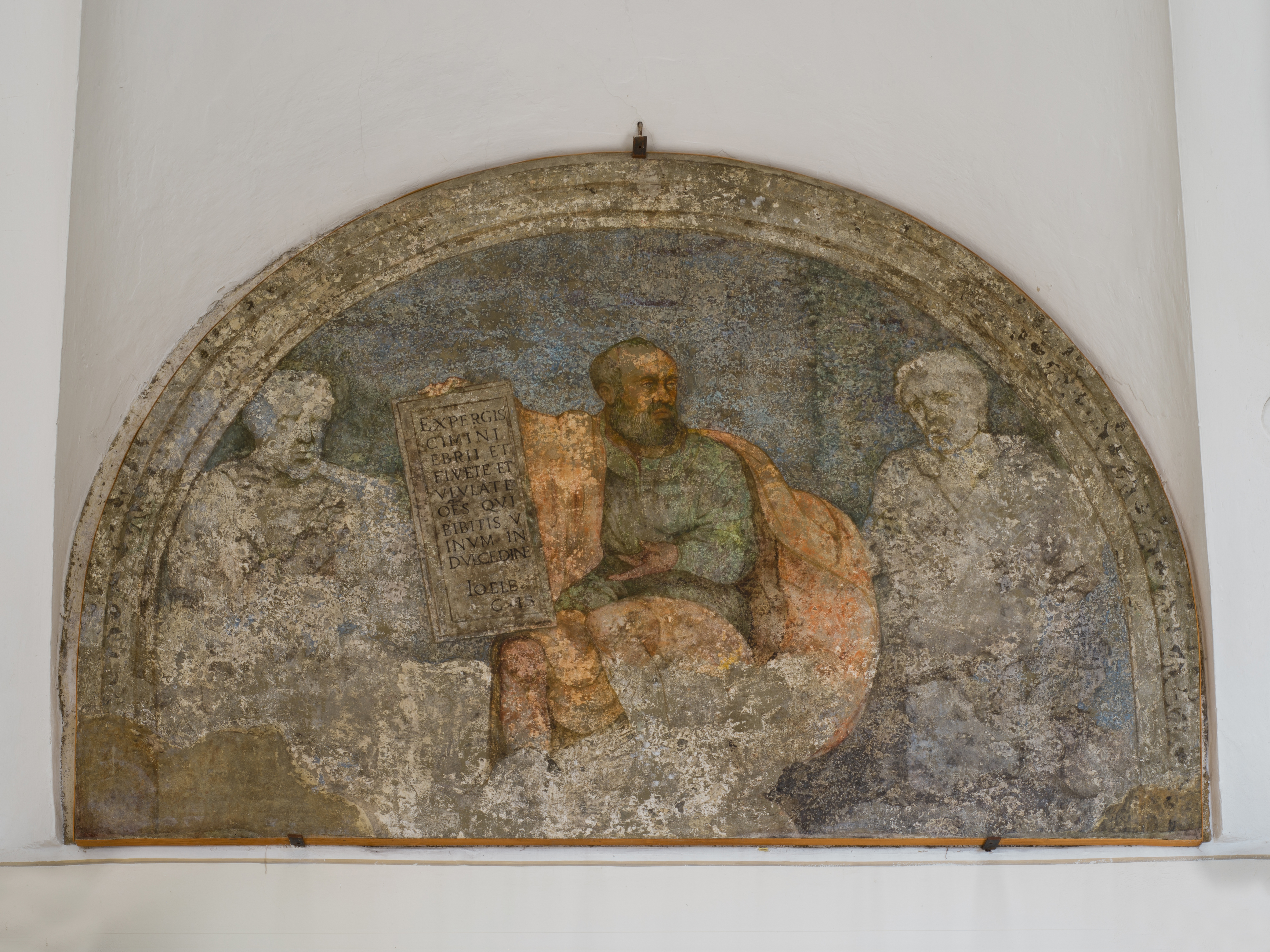

Nella prima metà del Cinquecento viene anche realizzato il grande Mausoleo Martinengo, al tempo posto sulla parete sinistra della navata e oggi conservato nel coro delle monache della chiesa di Santa Giulia, all'interno del percorso dell'omonimo Museo di Santa Giulia. Il mausoleo, capolavoro del Rinascimento bresciano, viene scolpito per la sepoltura del condottiero Marcantonio Martinengo, morto nel 1526.

### Il Seicento e l'ampliamento del Bagnadore
Dopo il Concilio di Trento, dunque nella seconda metà del Cinquecento, l'afflusso di vocazioni sacerdotali tra le file del laicale Ordine dei Gesuati, ma pure l'aumento della richiesta di celebrazioni della Santa Messa e altri oneri religiosi, spinge alla decisione di aumentare gli altari per soddisfare le numerose domande e, nel contempo, riordinare l'interno della chiesa, cosa fra l'altro richiesta espressamente durante le frequenti visite vescovili al monastero. La soluzione radicale arriva attorno al secondo decennio del Seicento, quando Pietro Maria Bagnadore, architetto e pittore manierista, autore di numerose e importanti opere nel panorama cittadino, aggiunge alla chiesa le tre grandi cappelle sul lato est, ornandole con tele da lui stesso prodotte. La data non è molto chiara ma, essendo l'artista morto verso il 1620 e impegnato nella chiesa della Madonna del Lino fino al 1608, l'intervento deve ragionevolmente collocarsi fra queste due date.
L'ordine dei Gesuati viene soppresso, con bolla di Papa Clemente IX il 7 dicembre 1668, lasciando il monastero privo di amministrazione per alcuni mesi. Già il 7 giugno 1669, comunque, sei mesi esatti dopo la soppressione dei Gesuati, il complesso viene occupato dall'Ordine dei Frati Minori francescani, per l'esattezza dal ramo dei Frati Minori Riformati, che lo comperano direttamente dalla Repubblica di Venezia il 26 marzo 1668. Dal contratto si legge che "è stato messo all'incanto nella loggetta di Piazza San Marco [...] il monastero e convento del Corpus Domini di Brescia della Congregazione dei Frati di San Girolamo con tutti i suoi chiostri [...] eccettuata la Chiesa e il campanile e luoghi sacri. I francescani fanno edificare gli altari in legno e madreperla delle nuove cappelle (solo due superstiti) e aggiungono un pulpito ligneo in fondo alla parete sinistra, poi smontato. Per motivi non noti, fanno sostituire alcuni affreschi di Benedetto da Marone nelle arcate della volta, ridipingendole con figure dei santi dell'Ordine.

### L'Ottocento: dalla soppressione al Seminario
Dalla visita pastorale del vescovo Giovanni Molin del 1756 risulta che, nella parrocchia di San Zeno al Foro "il convento dei Padri Minori Riformati detti del Corpus Domini sono in numero di 46 con servi familiari 1", definendo la chiesa come molto comoda al quartiere della parrocchia. I Francescani Riformati restano in sede fino al 1810 quando, in seguito alle soppressioni napoleoniche, l'ordine viene abolito e il convento sequestrato, trasformandosi in proprietà demaniale. L'archivio viene trasferito alla Nunziatura di Venezia, mentre la biblioteca viene dispersa.
Il complesso continua comunque a ospitare religiosi, ovvero quelli che non avevano più familiari disposti ad accoglierli dopo la secolarizzazione dei conventi, l'ultimo dei quali fu Padre Arcangelo, ucciso per errore da un soldato croato durante le Dieci giornate di Brescia nel 1859. La chiesa, invece, non fu mai secolarizzata in quanto vi funzionavano due sacerdoti nominati dal Vescovo. Il vescovo di nomina napoleonica Gabrio Maria Nava supplicò perché si "sottrasse agli obblighi del decreto governativo le chiese di San Giuseppe, di San Cristo, delle Cappuccine e delle Monache di San Giacomo". Inoltre, il vescovo volle che la chiesa "sia ritenuta come succursale di questa vasta parrocchia della Cattedrale, la quale non ha altra chiesa sussidiaria che quella di San Zeno [...] onde i Padri che verranno cola ritirati possano nei giorni in cui non saranno dalle infermità impediti, celebrarvi la Santa Messa ed il popolo di quei contorni possa approfittare della opportunità per ascoltarla".
Passata la bufera napoleonica, il governo austriaco passa tutto il complesso al vescovo Gabrio Maria Nava, che vi trasferisce parte del Seminario Diocesano dall'ex monastero di San Pietro in Oliveto. Durante le battaglie contro il dominio austriaco, alla metà dell'Ottocento, il monastero viene occupato più volte dai soldati, fra cui i croati che lo saccheggiano, e rischia anche di essere danneggiato dai bombardamenti a causa della sua posizione strategica sul pendio del colle. Dopo la battaglia di San Martino e il grande afflusso di feriti, anche la chiesa del Santissimo Corpo di Cristo, come molte altre in città, viene convertita in ospedale. Nel 1870 monsignor Pietro Capretti trasporta l'Ospizio dei chierici poveri, fino ad allora situato nell'odierno Corso Matteotti, al monastero di San Cristo. Il nome di Pietro Capretti, inoltre, si lega indissolubilmente alla storia del convento negli anni successivi come primo promotore dei tanto attesi lavori di sistemazione del complesso.

#### I lavori di restauro

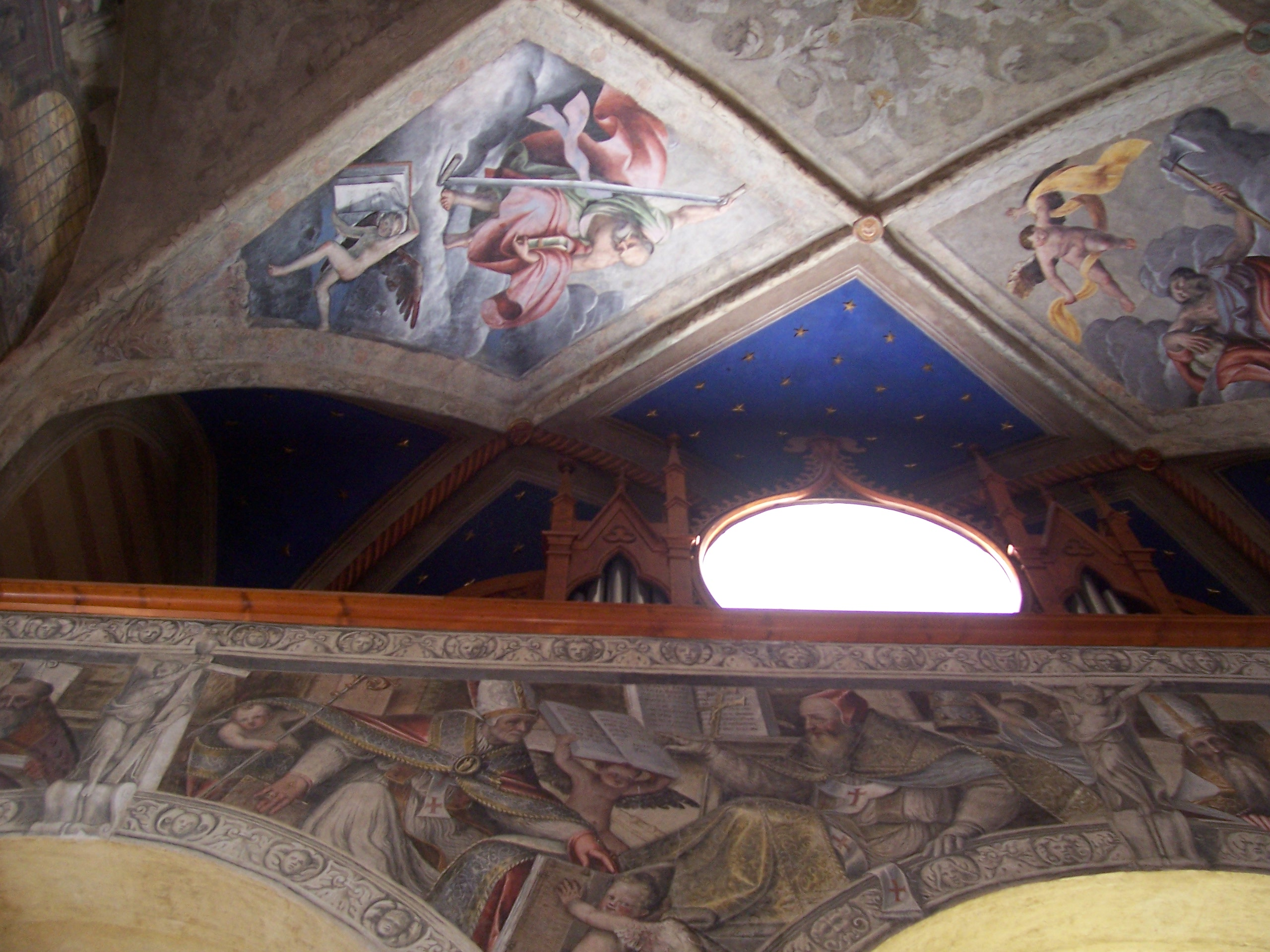
I residui della decorazione ottocentesca

Nel 1883 il Mausoleo Martinengo viene smontato e trasferito al neonato museo cittadino e, per compensare la perdita del monumento, il Comune sovvenziona il restauro degli affreschi della chiesa, molto compromessi. "Si desiderò decorare il nuovo museo col monumento Martinengo di San Cristo e, con l'assenso del mons. Vescovo e dei conti Martinengo, il grazioso mausoleo fu tolto dall'originario suo sito e portato in Santa Giulia ove invero vi fa splendida figura. A compensare poi San Cristo della perdita di tanto tesoro d'arte, il Comune contribuì ai restauri di quella chiesa. [...] La volta della chiesa era assai rovinata e le pitture qua e là scrostate, deturpate e in parte smarrite. Si discusse se si dovesse serbare quello che rimaneva dei lavori di fra' Marone o se meglio convenisse ridipingere tutta la volta e richiamare nella chiesa più che fosse possibile lo stile originario del secolo XV [...] Fu deciso di ridipingere la volta e le pareti conservando però i lavori del Marone dipinti sull'interno della facciata della Chiesa  [...]  Il cavalier Tagliaferri diresse l'opera del restauro del San Cristo usando del pennello dell'intelligente ed esperto giovane pittore Carlo Chimeri [...] Le pitture poi del secolo XV, scoperte come dicemmo nei fatti restauri, furono pulite e richiamate dal valente artista Volpi la di cui pazienza e abilità per codesto genere di lavori è ben nota". Il progetto comporta la copertura degli affreschi di Benedetto Marone sia perché ritenuti di scarso valore, sia per la inutilità di un eventuale restauro considerato lo stato di degrado delle pitture. Gli affreschi vengono occultati fino all'arco santo, dove gli affreschi del Quattrocento vengono restaurati dal Volpi. Anche quelli del nartece vengono conservati dato il loro buon stato e il loro valore maggiore. Il resto viene tutto ricoperto con una decorazione a finto mattone, come è ancora oggi possibile vedere dietro al monumento funebre di Pietro Capretti (costruito nel 1891), con l'aggiunta di decorazioni geometriche neogotiche. Il soffitto viene anch'esso intonacato e ricoperto da una nuova decorazione a sfondo blu con stelle dorate, un classico di origine antica, già presente a Brescia nella chiesa di Santa Maria in Solario.
Nel 1886, per volere del Seminario Diocesano, nell'altare di legno dedicato alla Vergine, nella terza cappella dall'ingresso, viene collocata una grotta in gesso per ospitarvi la Madonna di Lourdes, affiancata da due tele rappresentanti Bernadetta Soubirous e la Basilica di Lourdes. Nel 1888 viene invece completato l'organo, la cui costruzione era stata affidata alla ditta bergamasca Tonoli. Nel 1999, fra l'altro, un'anonima benefattrice offrirà i fondi per il restauro dell'intero strumento.

### Il Novecento e il recupero dei Saveriani
L'opera di restauro dell'interno della chiesa prosegue nel 1930 sempre ad opera del Seminario, alla quale partecipa Vittorio Trainini in collaborazione del nipote Giuseppe. Per la prima volta viene riscoperta parte degli affreschi cinquecenteschi sotto il manto neogotico: quelli nell'abside e nel presbiterio vengono completamente recuperati e anche una parte del Giudizio Universale viene recuperata, così come i dipinti sulle pareti laterali vicino all'arco santo. Il Trainini, in questa occasione, completa i due grandi riquadri del presbiterio, la cui metà inferiore era quasi completamente andata perduta a causa dell'umidità.
La stabilità di chiesa e monastero esce notevolmente compromessa dalla seconda guerra mondiale e nel dopoguerra, scartata l'ipotesi del restauro, prende piede l'idea di radere al suolo il complesso per edificarne uno completamente nuovo. Nel 1952 il vescovo ausiliare Guglielmo Bosetti, a capo di un comitato, si fa promotore del nuovo seminario, per il quale vengono incaricati l'ingegner Antonio Lechi e l'architetto Vittorio Montini. Fortunatamente, il progetto si rivela estremamente costoso, ancora più dispendioso del restauro che si voleva evitare, e il tutto viene abbandonato, optando per una nuova costruzione nell'area di Mompiano.
Salvato il monastero, questo viene ceduto ai Padri Saveriani nel 1957: la chiesa è data in uso perpetuo, conservandone il Seminario la proprietà. I terreni e i campi di gioco situati dietro il convento e confinanti con San Pietro in Oliveto non sono compresi e pertanto restano di proprietà del Seminario. Dati in uso dapprima all'oratorio della parrocchia della chiesa di Sant'Agata, sono stati poi alienati e ora occupati da case private. Il Seminario traslocherà definitivamente dal monastero nell'estate del 1957, in occasione delle vacanze scolastiche.
I Saveriani avviano immediatamente una campagna di restauro: già nel maggio del 1958 appaiono liberate dai muri di tamponamento le colonne del chiostro di entrata e quelle della loggetta al primo piano, mentre nel 1962 sono restaurati gli affreschi del Romanino nel refettorio. Nel 1974, invece, vengono restaurate le pitture della controfacciata, mentre negli anni ottanta vengono restaurate le pareti e la volta, togliendo lo strato di intonaco ottocentesco con i disegni neogotici e ripristinando il ciclo di affreschi di Benedetto Marone.

## Struttura
La chiesa del Santissimo Corpo di Cristo è una delle pochissime chiese cittadine ad aver mantenuto quasi completamente intatto, sia all'esterno sia all'interno, l'originale aspetto. In sostanza, è forse l'unica chiesa cittadina a non aver mai subito radicali interventi di restauro della struttura, soprattutto barocchi, come ricostruzione della facciata, revisione degli interni o notevoli ampliamenti, tolto il rifacimento cinquecentesco della copertura e l'aggiunta delle tre cappelle del Bagnadore. Ciò le ha permesso di rimanere intatta, conservando il ciclo di affreschi rinascimentali e, in particolare, la facciata esterna, unica in assoluto a Brescia, nel suo genere, per limpidezza dei tratti e conservazione dell'aspetto originario.

### Esterno

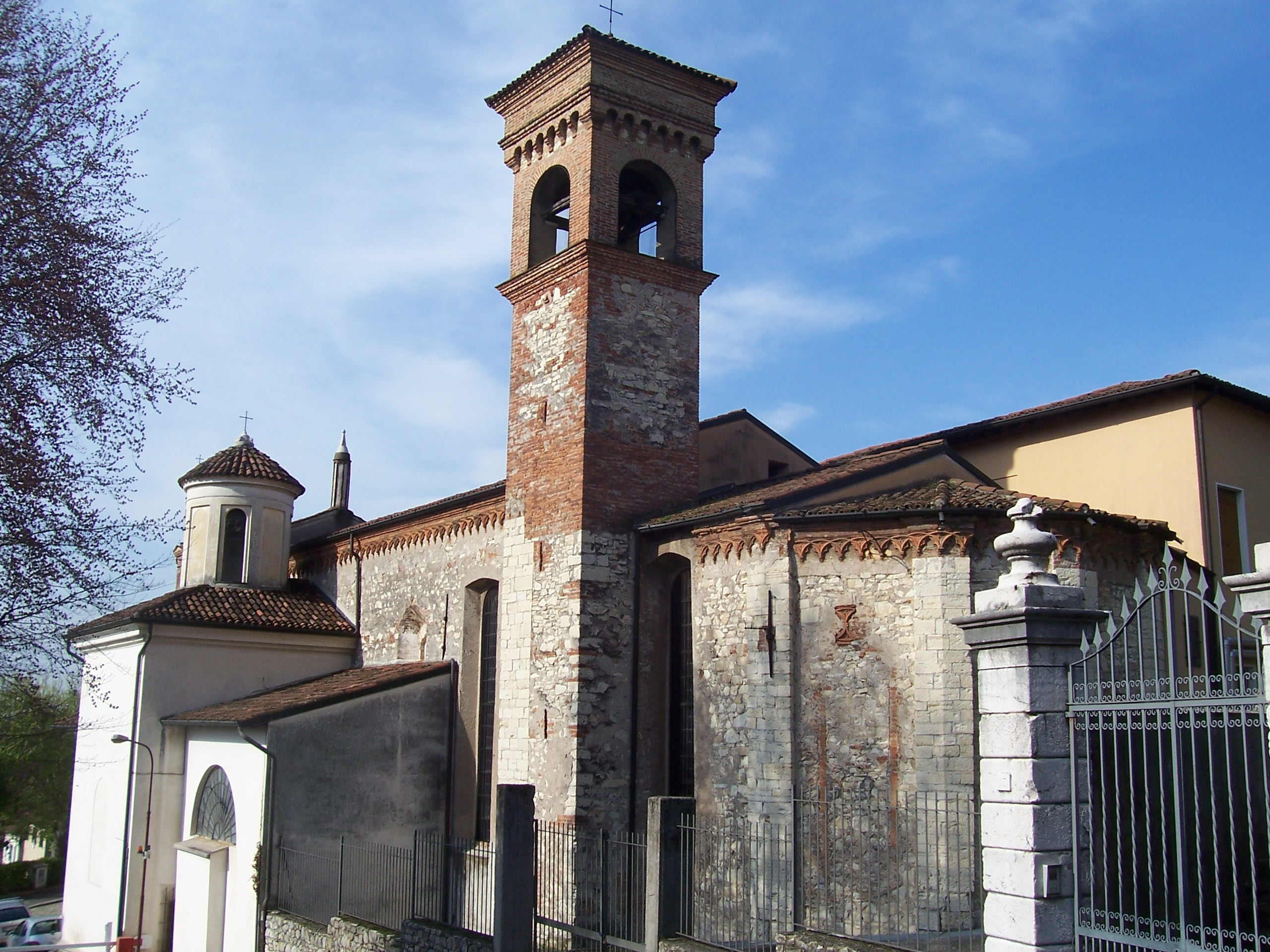
Il retro della chiesa e il campanile

L'esterno della chiesa presenta numerose affinità con la chiesa di Sant'Agata, che fra l'altro veniva ricostruita proprio nello stesso periodo, alla fine del Quattrocento. L'intera struttura è in pietra, tranne la facciata e la parte superiore del campanile che sono in mattoni. La facciata presenta però nella parte bassa un alto zoccolo in marmo di Botticino a blocchi, molti dei quali di recupero dalla sottostante Piazza del Foro. Nell'angolo destro della facciata, oltretutto, sono state utilizzate come elementi di recupero le formelle ottagonali del Capitolium che, anticamente, decoravano il soffitto della cella centrale del tempio, trattate meglio in seguito. Il resto del prospetto di facciata è tutto in mattoni e termina, sulla linea del tetto, con una bellissima cornice di archetti gotici polilobati in maiolica verde e gialla, anch'essa risalente alla seconda metà del Quattrocento. Simili archetti corrono anche lungo la linea di gronde dei fianchi e dell'abside, ma sono solo in cotto, né smaltati né colorati.
Sopra il portale, domina la facciata un rosone circolare con cornice a blocchi di marmo di Botticino e pietra grigia di Sarnico, disposti alternatamente. La facciata termina a capanna, decorata dalla cornice in maiolica prima citata e coronata da tre pinnacoli in cotto, anch'essi simili a quelli della chiesa del Carmine. Il primo a sinistra, inoltre, ha perso il coronamento in epoca successiva, rimpiazzato da un paio di travetti in ferro ripiegati a ricordo della forma originale.
Sul fianco libero della chiesa sporgono le tre cappelle aggiunte nel Seicento dal Bagnadore, quella al centro con relativa cupoletta e lanterna. Proseguendo verso l'abside, si vedono le altissime monofore originali quattrocentesche, alcune ancora aperte, il tutto decorato in sommità dalla cornice ad archetti polilobati in cotto. L'abside di fondo alla chiesa è di forma poligonale ed è retto sugli spigoli da spessi contrafforti, comunque continuamente ripresi e seguiti dalla cornice di coronamento. Il campanile è per metà in pietra, fino al tetto della chiesa, e il resto in mattoni. La cella campanaria, a sua volta in laterizio, è stata ricostruita in epoche successive e ha un aspetto pulito e nuovo, anche grazie ai recenti restauri.

#### Il portale
In facciata, al centro della zoccolatura in marmo, si apre l'alto portale d'ingresso alla chiesa, di linee rinascimentali, decorato ai lati da due ricche candelabre molto simili a quelle del portale della chiesa di Santa Maria del Carmine. L'intervento va probabilmente ascritto ai Rodari di Lugano, officina di scultori operante in quel periodo. L'architrave soprastante, fra l'altro spezzato nei lavori di posa (ancora visibili la crepa e la riparazione), reca al centro la figura di Cristo e, alle estremità, gli stemmi delle famiglie Martinengo e Colleoni, unite sempre più strettamente da una politica matrimoniale. Al di sopra, all'interno di un timpano inquadrato da teste di leoni, sono posizionati due affreschi, uno entro una nicchia semicircolare e uno più grande, a contorno del primo e a completamento dell'intero portale. Il primo affresco rappresenta Due angeli adorano l'eucaristia, attribuito a Paolo Caylina il Vecchio. Il secondo, notevolmente sbiadito dal tempo, non sarebbe quasi nemmeno leggibile né attribuibile a qualcuno se non si fosse conservato il cartone preparatorio. Oltretutto, l'affresco non è neppure menzionato nella letteratura antica, forse perché già allora degradato. Il disegno è conservato all'Accademia Carrara di Bergamo ed è stato attribuito con certezza alla produzione giovanile del Moretto. L'affresco della chiesa, dunque del Moretto, è un'Annunciazione, con l'Arcangelo Gabriele a sinistra e la Madonna a destra, il tutto con uno sfondo di bifore e trifore secondo il gusto di Bramante. Il cancello in ferro che chiude il portale è stato realizzato e donato alla chiesa nel 1904 dagli eredi di monsignor Pietro Capretti: si tratta di una cancellata in stile neorinascimentale, in sintonia con lo stile del portale.

#### Le formelle del Capitolium

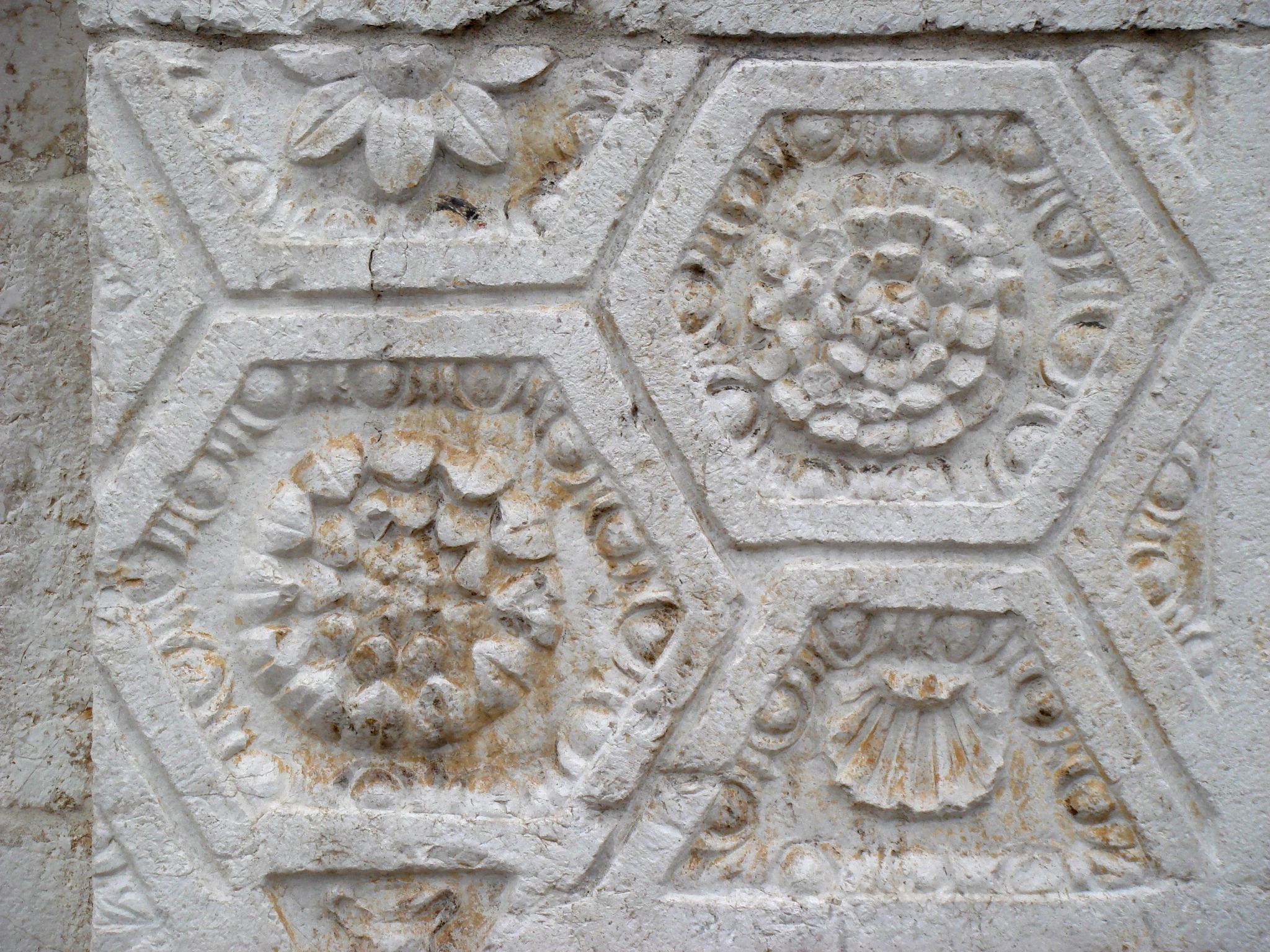
Particolare di un blocco

Come è stato accennato, nell'angolo inferiore destro della facciata della chiesa, ad altezza d'uomo, sono state inserite come materiale di recupero due blocchi che, anticamente, facevano parte della decorazione a formelle ottagonali del soffitto del Capitolium. Il tempio fu fatto costruire da Vespasiano fra il 73 e il 74 d.C. e, pertanto, le formelle risalgono a quell'epoca, fine del I secolo. Si tratta di due blocchi di funzione visibilmente angolare, poiché la decorazione è in entrambi i casi circondata da una spessa cornice liscia, che faceva da contorno all'intero soffitto o che, verosimilmente, poggiava sui blocchi che ricoprivano le pareti. Entrambi i blocchi presentano da due formelle piene, una mezza che proseguiva sul blocco adiacente e un'altra mezza che chiudeva la decorazione sul margine del soffitto, più lembi di altre formelle adiacenti. I motivi decorativi sono classici e ripetuti, le tradizionali "rosette", circolari o a fiore, circondate da un'ulteriore cornicetta a ovoli e lancette. Le formelle tagliate di conclusione sono decorate da una conchiglia, mentre i due piccoli spazi di risulta a margine riportano un'anfora finemente incisa, quasi completamente levigata nel blocco sottostante e invece ben conservata nell'altro. Anche le varie rosette sono giunte in quasi ottime condizioni, tolto nuovamente un complessivo aspetto levigato. Il motivo decorativo, fra l'altro, doveva essere unitario o, almeno, doveva avere un senso, cioè le formelle non erano tutte diverse l'una dall'altra: i due blocchi, infatti, se affiancati, sarebbe perfettamente speculari, segno che facevano parte di una linea decorativa comune. Si tratta delle uniche formelle dei soffitti dell'antico Capitolium giunte fino a oggi in blocchi così ben conservati e leggibili.

## Interno

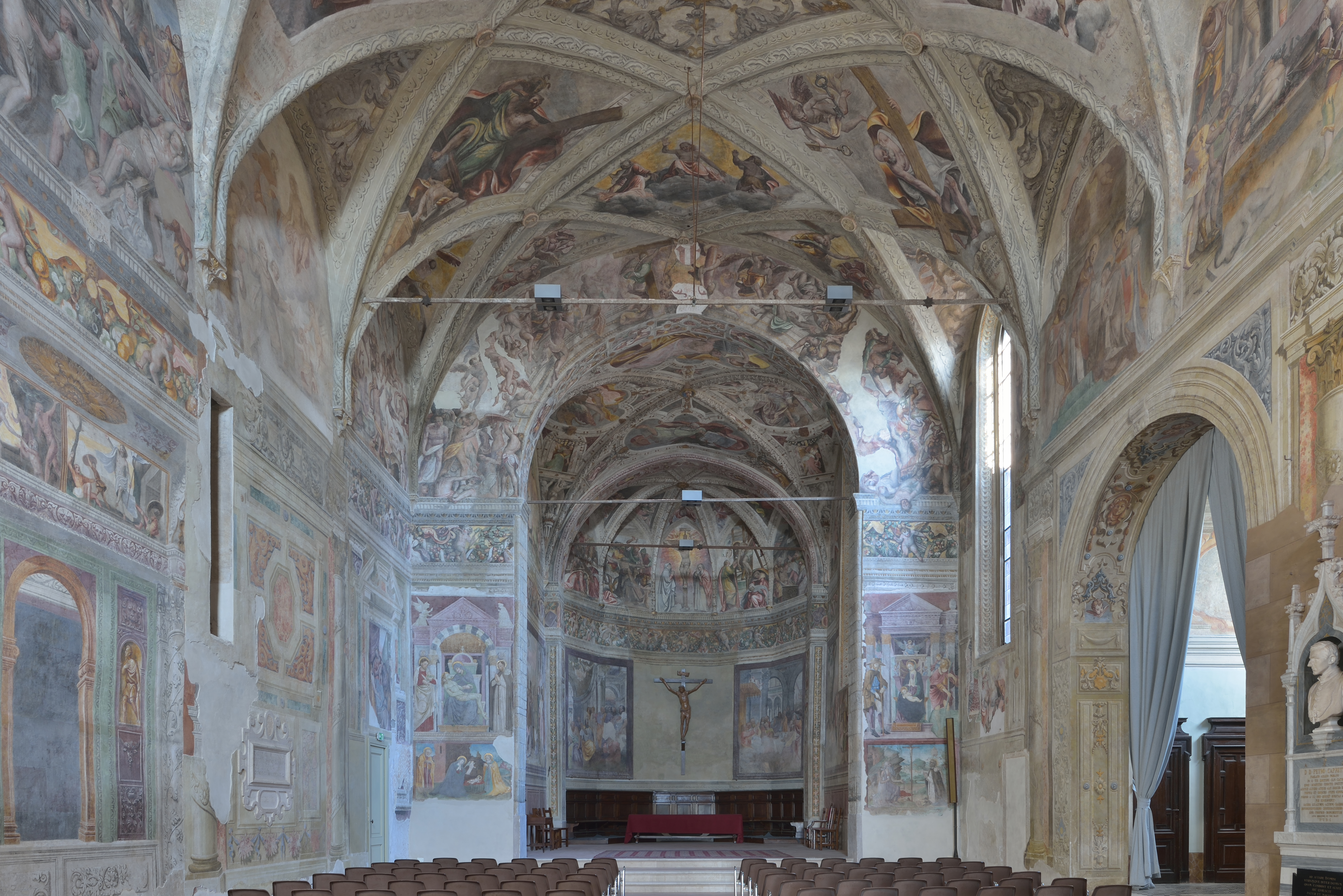
La navata principale e il coro
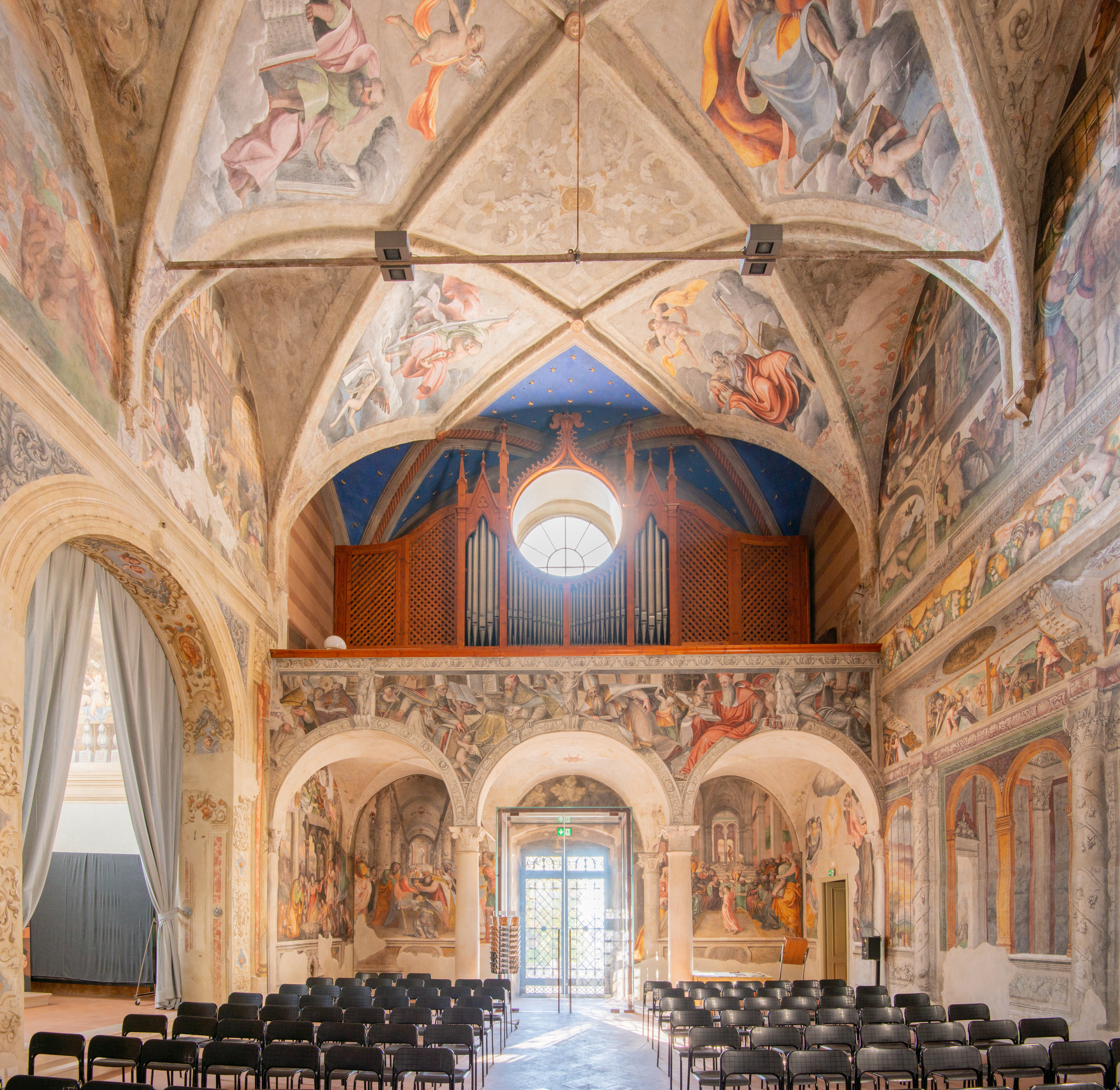
La navata principale ed controfacciata
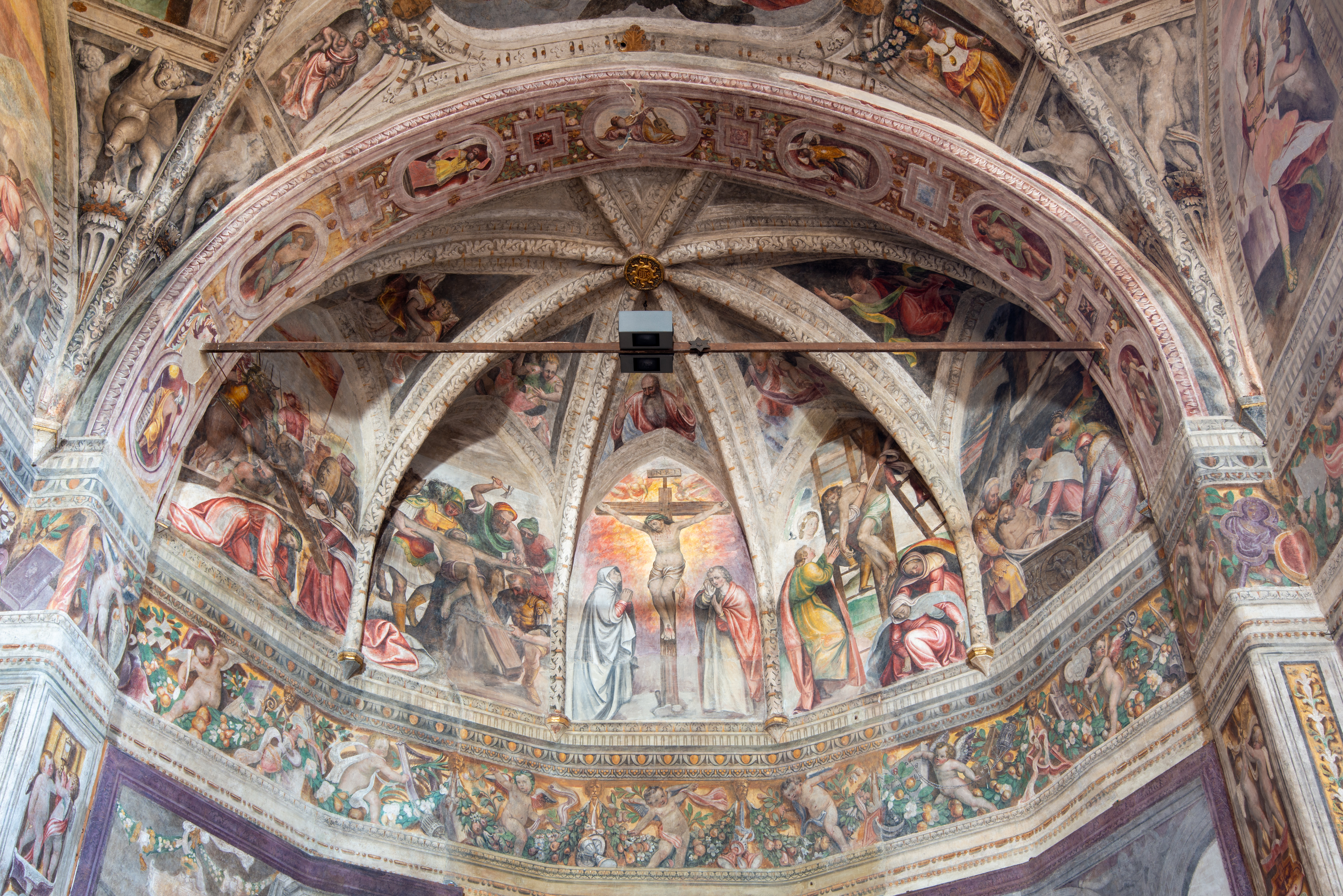
La volta dell'abside di Benedetto da Marone
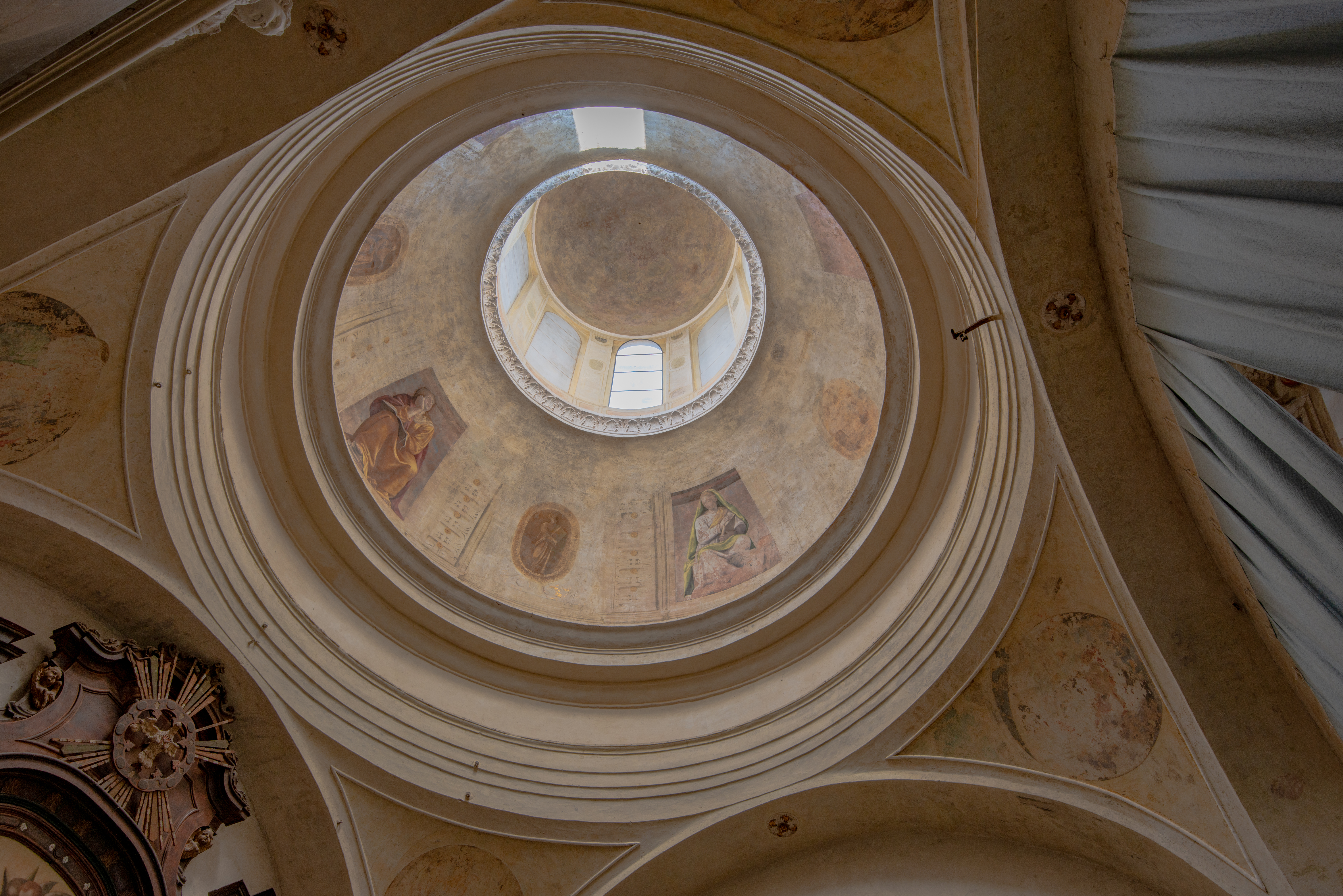
La volta della cupola laterale

L'interno della chiesa conserva complessivamente l'originale aspetto gotico: è a navata unica, molto alta e di ampio respiro, con uno spesso arco santo sullo sfondo, che fa da cornice al presbiterio. Quest'ultimo prosegue per un poco ed è subito concluso da un'abside semicircolare. La parete opposta, dove si ha il portale d'ingresso, presenta un endonartece, cioè un portico interno alla chiesa a sostegno della cantoria e dell'organo, soluzione molto inusuale nel panorama cittadino che ne fa l'unico caso perlomeno giunto fino a oggi. La copertura della navata è costituita da una complicata volta a crociera continua, con una fitta presenza di costoloni, fatta costruire nel 1565 da fra Benedetto da Marone, pittore dei Gesuati. Una copertura simile, ma originale, costruita alla fine del Quattrocento assieme alla chiesa, copre il presbiterio e l'abside. Qui, in particolare, è presente una bella volta a ombrello.
Sul lato destro della chiesa si aprono le tre cappelle inserite all'inizio del Seicento da Pietro Maria Bagnadore, oggi parzialmente schermate da tendaggi. Al centro del fianco sinistro, invece, si può notare un'area quadrata priva di affreschi: si tratta dello spazio lasciato vuoto al trasferimento del Mausoleo Martinengo, avvenuto nel 1883. Poco più in là, invece, si può ancora notare nella muratura la stretta scala che arrivava al pulpito seicentesco, poi smontato.
Sulla parete destra, tra la cappella centrale e la terza, verso il presbiterio, si trova il sepolcro di Pietro Capretti, qui trasferito dal Cimitero Vantiniano nel 1934. Le sue spoglie sono posizionate sotto la lapide pavimentale, ma il piccolo monumento a parete fu costruito già nel 1891, un anno dopo la morte del prelato. Si tratta di un piccolo tempietto in neogotico fiorito, con il busto di Capretti al centro contornato da colonnine e pinnacoli, il tutto in marmo bianco e grigio, opera di Francesco Pezzoli su progetto di Carlo Melchiotti. Nell'area dietro al monumento, inoltre, è possibile vedere come fu ridipinta la chiesa alla fine dell'Ottocento, con un motivo a finto mattone, solamente qui conservato dopo i lavori di recupero degli affreschi sottostanti.

### L'organo
Collocato nella cantoria sopra l'endonartece, l'organo attualmente (2011) in loco risale al 1888, a sostituzione di quello più antico, opera dell'Antegnati, venduto nel 1871 da Pietro Capretti per coprire in parte le spese di sistemazione del convento. Proviene dalla ditta Inzoli di Crema e fu realizzato in stile neogotico, con pinnacoli, cornici e archetti polilobati, simili a quelli in cotto all'esterno della chiesa. Il fitto sistema di canne, che sono oltre mille, gira fra l'altro attorno al rosone centrale, che viene quindi inglobato nella struttura dell'organo con un'ulteriore cornicetta neogotica. La consolle è costituita dalle due tastiere di 56 tasti ciascuna, dalla pedaliera retta di 27 pedali e dai tiranti dei veri registri, disposti ai due lati del leggio.

### Le cappelle del Bagnadore
Le tre cappelle che si aprono sul lato destro della chiesa vengono inserite, come detto, da Pietro Maria Bagnadore nel secondo decennio del Seicento, con data esatta poco chiara. L'intervento prevede l'apertura di tre grandi archi nella parete, che viene anche completamente riaffrescata con cornici e finte architetture che inquadrino i tre archi. Il tutto porta alla perdita delle prime sei stazioni della via crucis dipinte da Benedetto da Marone su questo lato, più gli affreschi a contorno. La disposizione è simmetrica: una grande cappella al centro e due minori ai lati, tutte di pianta quadrata, comunicanti fra loro tramite due porte.

#### La cappella centrale e laNatività
L'architettura della cappella centrale, probabilmente quella più curata dallo stesso Bagnadore, prevede una cupola di copertura, poggiante su un alto cornicione e raccordata alla pianta quadrata tramite pennacchi su archi a tutto sesto. La luce entra dall'alto attraverso la lanterna cilindrica. L'altare principale è imponente ed è completamente ricoperto da un finissimo intarsio di legno e madreperla. Sul tabernacolo, due cartigli recano il testo latino del Gloria e del Credo.
L'altare è decorato dalla pala della Natività dello stesso Bagnadore, tempera grassa su tela, opera pregevole per la resa della luce irradiata dalla culla del Bambin Gesù, con notevoli rimandi all'arte del Correggio. L'opera non dovette nascere appositamente per questo altare e, difatti, è datata al 1580 circa. Sarà qui trasportata solo più di vent'anni dopo, fra l'altro dopo averla adattata alla forma della nuova cornice ritagliando la parte superiore. In origine, difatti, doveva essere centinata. Inoltre, un restauro posteriore, poco felice, ha decisamente storpiato la figura inginocchiata a destra, che pare abbia il gozzo. Le fonti di luce nel quadro sono due, quella dal cielo, dove sono i tre angioletti, che però si conclude in sé stessa, l'altra in basso, che si irradia vivissima dalla culla del Redentore, riverberandosi sul volto dei presenti. Efficaci i gesti istintivi dei presenti, quali il levarsi il cappello della figura a sinistra e il ripararsi gli occhi di quella a destra.
Completano il ciclo pittorico della cappella due tele alle pareti, chiuse in cornici di stucco: la Circoncisione e l'Adorazione dei Magi. Il tema è evidentemente connesso alla pala centrale, generando un trittico di senso unitario, ma queste due tele sono di fattura posteriore e di altra intonazione, davvero prodotte apposta per la cappella, e non qui trasferite da altrove come la Natività. Si tratta nuovamente di tempera grassa su tela. Il gusto manierista è più evidente, nella composizione della Circoncisione e nelle variopinte vesti orientali dell'Adorazione dei Magi. Chiudono definitivamente l'apparato decorativo della cappella gli affreschi della copertura: nei quattro pennacchi, entro tondi, sono posti gli Evangelisti, mentre nell'intradosso della cupola, sono quattro Profeti nei medaglioni e quattro Sibille nelle finte finestre.
In conclusione, si può dire che la cappella centrale fu concepita e sorse come un santuario, un unicum dedicato alla devozione del Bambin Gesù.

#### Le cappelle laterali
La cappella verso il presbiterio è dedicata alla Passione di Cristo e fu completamente affrescata nel Seicento dalla bottega di Tommaso Sandrini, grande quadraturista bresciano dell'epoca. L'opera è datata 1678, quando il maestro era ormai morto da tempo, e va quindi riferita a un allievo, forse Pietro Sorisene. La volta, fra le fini architetture, presenta quindi la Crocifissione al centro e Gesù deriso dai soldati a destra. L'affresco di sinistra non è più presente, ma molto probabilmente raffigurava Cristo alla colonna. Elemento centrale della cappella, comunque, resta il grande altare centrale, di fattura evidentemente di richiamo a quello della cappella centrale, ma meno curato e ricco. L'opera, difatti, si presenta nuovamente ad intarsi di legno e madreperla, ma ne è decisamente più scarna. Due colonnine tortili e un arco spezzato fanno da cornice alla Grotta della Madonna di Lourdes, in gesso, posizionata nel 1886 da Pietro Capretti. L'opera è contornata ai lati da due tele di modesto valore, aggiunte alla fine dell'Ottocento durante la permanenza del Seminario Diocesano nel convento. Le tre porte a sinistra portavano ai confessionali, aggiunti nuovamente nel periodo del Seminario.
La cappella verso l'organo è dedicata ai santi dell'Ordine dei Frati Minori. Anticamente era decorato da un altare in legno, forse simile ai precedenti, che fu sostituito in seguito da un sarcofago reliquiario recuperato da sotto l'altare della cappella centrale. Il sarcofago reca un'incisione in latino, "HIC.SS.MART. - IOANNIS.PAULI.SATURINIQ. - OSSA QUIESCUNT.", cioè "Qui le ossa dei Santi Martiri Giovanni, Paolo e Saturnino riposano". La statua in legno di Francesco Bernardi sovrastante raffigura San Francesco Saverio, patrono dei Saveriani, donato dai conti Lechi di Montirone durante i restauri nella seconda metà del Novecento. Nella volta vi è l'affresco di Sant'Antonio glorioso su nubi con cielo azzurro come sfondo, in gloria fra angeli svolazzanti su prospettiche balaustre, di gusto ormai barocco. L'opera è datata 1678, come gli affreschi dell'altra cappella. La guida del Brognoli del 1826 riferisce che nella cappella c'era un Sant'Antonio da Padova di Bernardino Bono, ora conservato negli ambienti del convento.

## Gli affreschi della chiesa

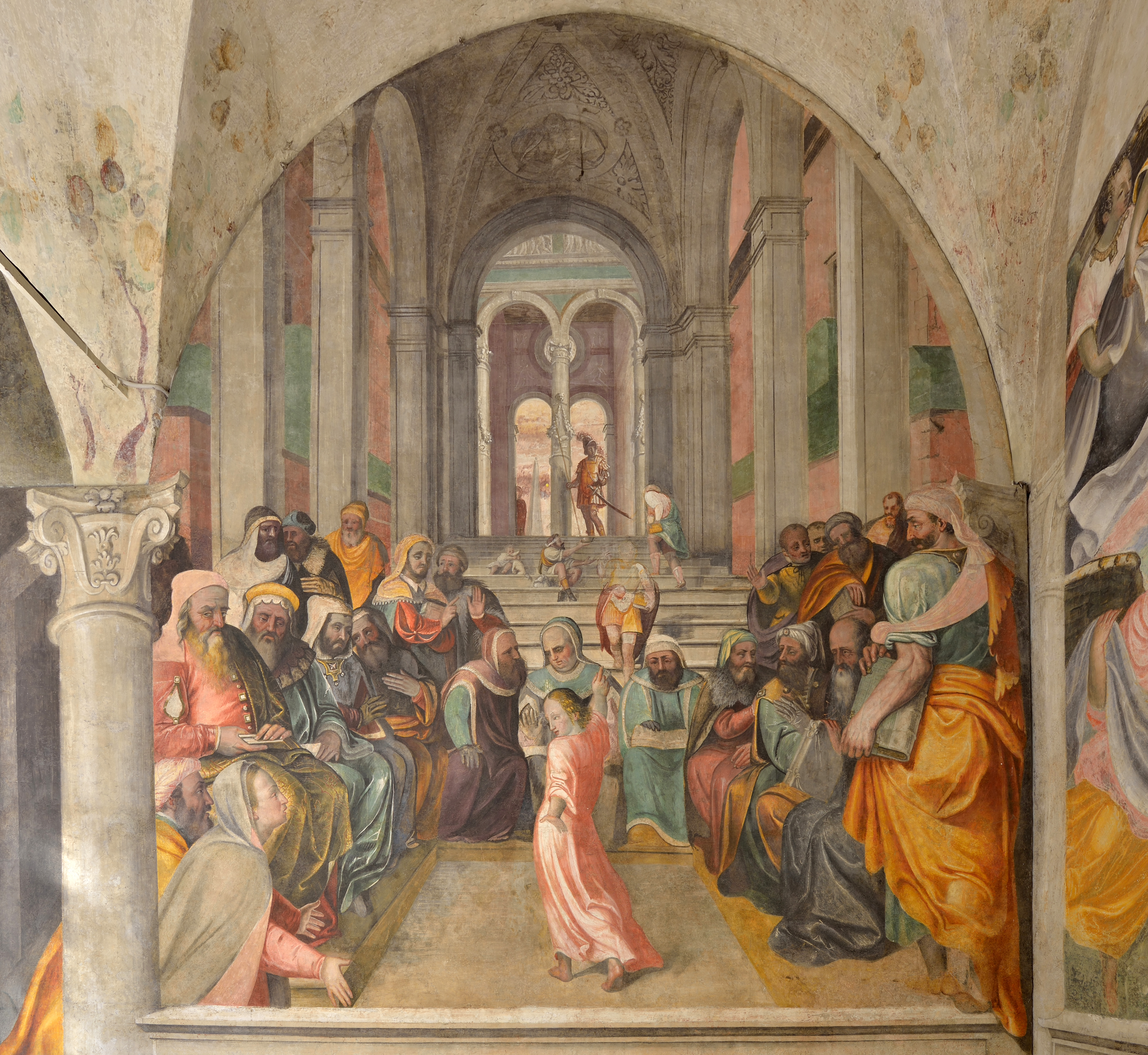
Affresco di Gesù tra i dottori di Lattanzio Gambara
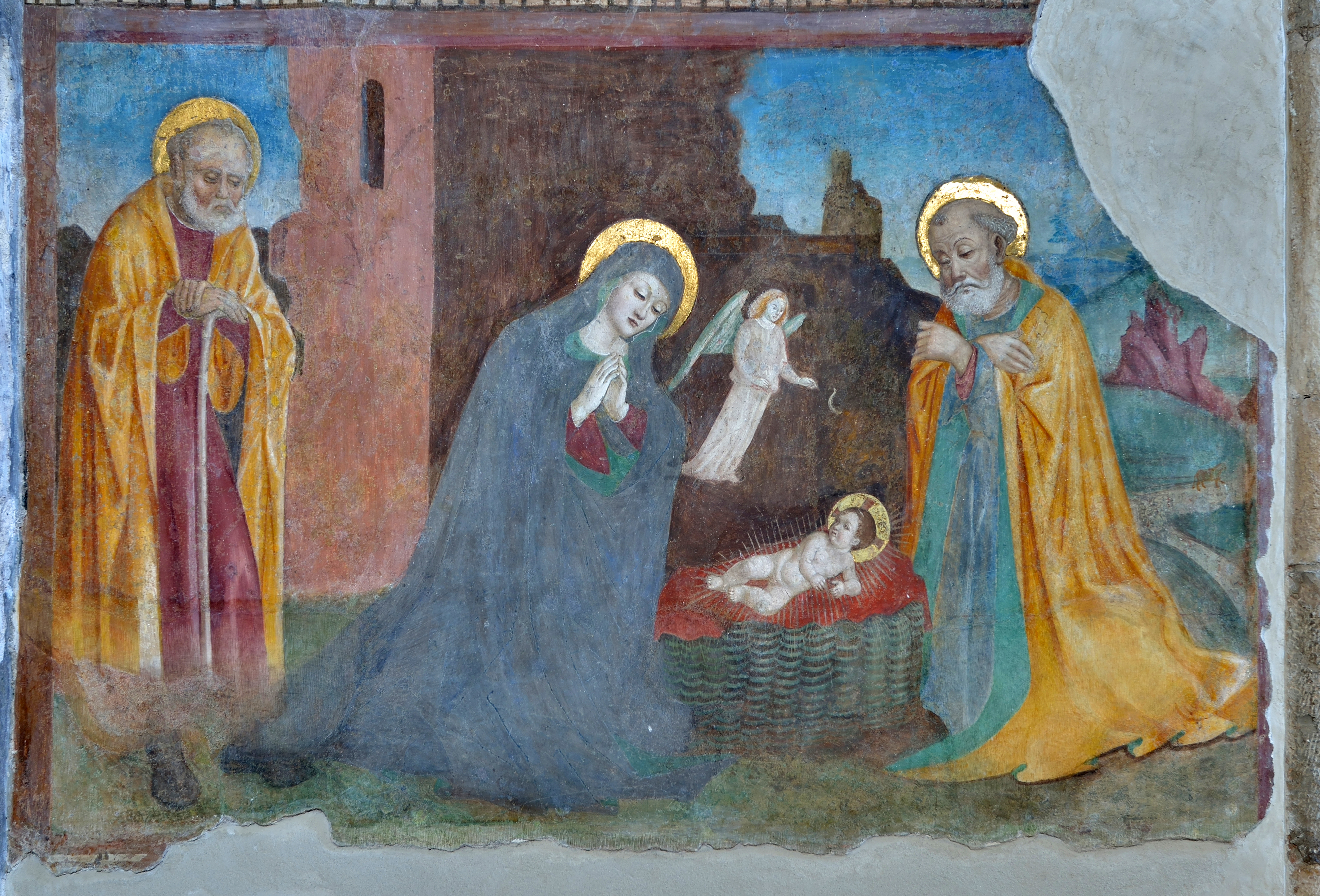
Nativitá di Paolo da Caylina il Vecchio
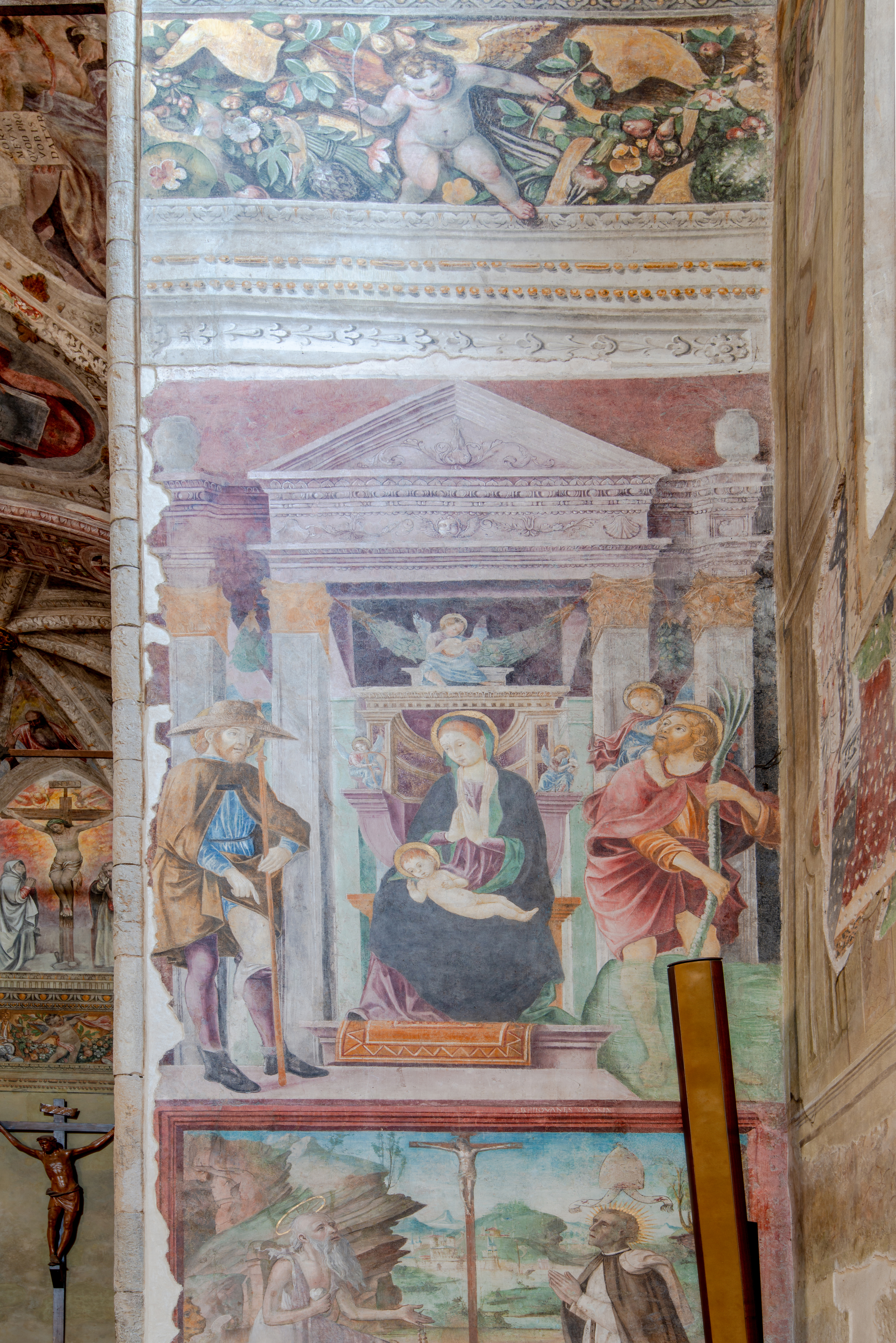
Madonna, San Rocco e San Cristoforo di Paolo da Caylina il Vecchio

L'elemento assolutamente più importante e caratteristico della chiesa è il grandioso ciclo di affreschi che la ricopre interamente, che si può dividere in tre diversi lavori, dei quali due coevi. Il primo, di scala minore, ma forse il più prezioso riguarda i dipinti della seconda metà del Quattrocento sui lati dell'arco santo. L'intervento maggiore, di dimensioni maestose, è quello operato dal 1565 in poi da Benedetto da Marone, che interessa le pareti, il presbiterio, l'abside e la volta fatta costruire appositamente. Quasi coevo, come detto, dovette essere l'ultima, importante opera, quella nell'endonartece da parte di Lattanzio Gambara. A queste tre fasi si aggiunge quella seicentesca, che intervenne solo occasionalmente a modificare il già completissimo apparato pittorico cinquecentesco. L'enorme e fitta estensione degli affreschi, assieme alla grande unitarietà del luogo e all'ampio respiro dell'ambiente interno, fanno della chiesa del Santissimo Corpo di Cristo la vera "Cappella Sistina di Brescia"..

### I dipinti del Quattrocento
Quando la chiesa fu consacrata, nel 1501, doveva essere affrescata almeno nella zona presbiteriale. Di queste pitture originarie sono giunti fino a oggi quattro bellissimi affreschi, posti in due coppie ai lati dell'arco santo. Vi si aggiunge il trigramma JHS dipinto a caratteri gotici sulla sommità dell'arco, che ancora oggi si intravede sotto lo strato del Giudizio Universale. I quattro affreschi furono riscoperti nel 1883 e restaurati negli anni successivi su iniziativa di Pietro Capretti, allora rettore del Seminario, e subiranno due ulteriori restauri nel 1980 e nel 1999.
Sulla destra dell'arco santo, all'interno di un'elaborata cornice architettonica, è posta una Madonna in trono con il Bambino fra i Santi Rocco e Cristoforo, attribuibile a Paolo Caylina il Vecchio. La scelta dei due santi si giustifica perché San Rocco, con la sua presenza, riporta alla grave epidemia di peste che si ebbe in quegli anni, mentre San Cristoforo ricorda i pericoli che le popolazioni in viaggio, a quel tempo, dovevano affrontare. Al di sotto di questo dipinto si trova un altro affresco, più piccolo, raffigurante San Girolamo penitente e il Beato Giovanni Tavelli da Tossignano, opera attribuibile a Giovanni Maria da Brescia. In un deserto di rocce, con il fedele leone accanto, San Girolamo siede alla sinistra di un'alta croce sullo sfondo di un ampio paesaggio lacustre. Con la mano destra stringe una pietra al petto e con la sinistra mostra un cilicio di sassi, mentre a terra è posto un cappello cardinalizio. A destra della croce, simmetricamente, il beato Giovanni Tavelli, rappresentato come ascetico vescovo con un'aureola dorata attorno al capo, prega in ginocchio, avvolto dalla divisa bianca con il mantello grigio (abito regolare dei Gesuati). Il nome del personaggio, redattore della Regola dei Gesuati, è ricordato in un'iscrizione soprastante.
Sull'altro lato dell'arco santo, il sinistro, sono posti simmetricamente altri due affreschi, di pari dimensioni e di tema affine. In alto, nuovamente incorniciata da finte architetture, si ha una struggente Madonna in trono tra San Bartolomeo e il Beato Giovanni Colombini, opera di Girolamo da Brescia: a sinistra è posto San Bartolomeo, a destra Giovanni Colombini, il fondatore dell'ordine dei Gesuati. Il Beato è rappresentato a mani giunte, con un'aureola dorata attorno al capo, vestito di una tunica bianca con mantello grigio. La Vergine in trono è raffigurata nell'atteggiamento della pietà, con Cristo morto sulle ginocchia. La composizione segue quella introdotta nell'arte quattrocentesca dai Vesperbild, una larga schiera di immagini devozionali nate probabilmente nel Trecento nell'Europa centrale e in seguito diffuse nei paesi di lingua tedesca e vicinanze, fra cui il Nord Italia. La cornice architettonica di sfondo, inoltre, è abbellita da un'Annunciazione raffigurata attraverso due finte statue ai lati del timpano. Chiude la serie dei quattro affreschi originali l'Adorazione del Bambino di Paolo Caylina il Vecchio: alle figure di Maria e Giuseppe è affiancata a sinistra, fuori dalla scena centrale, l'immagine di San Pietro in veste di pellegrino, a ricordo dell'omonimo convento di San Pietro in Ripa che ancora esisteva alla fine del Quattrocento dietro il nuovo monastero dei Gesuati.

### Il ciclo iconografico di Benedetto da Marone

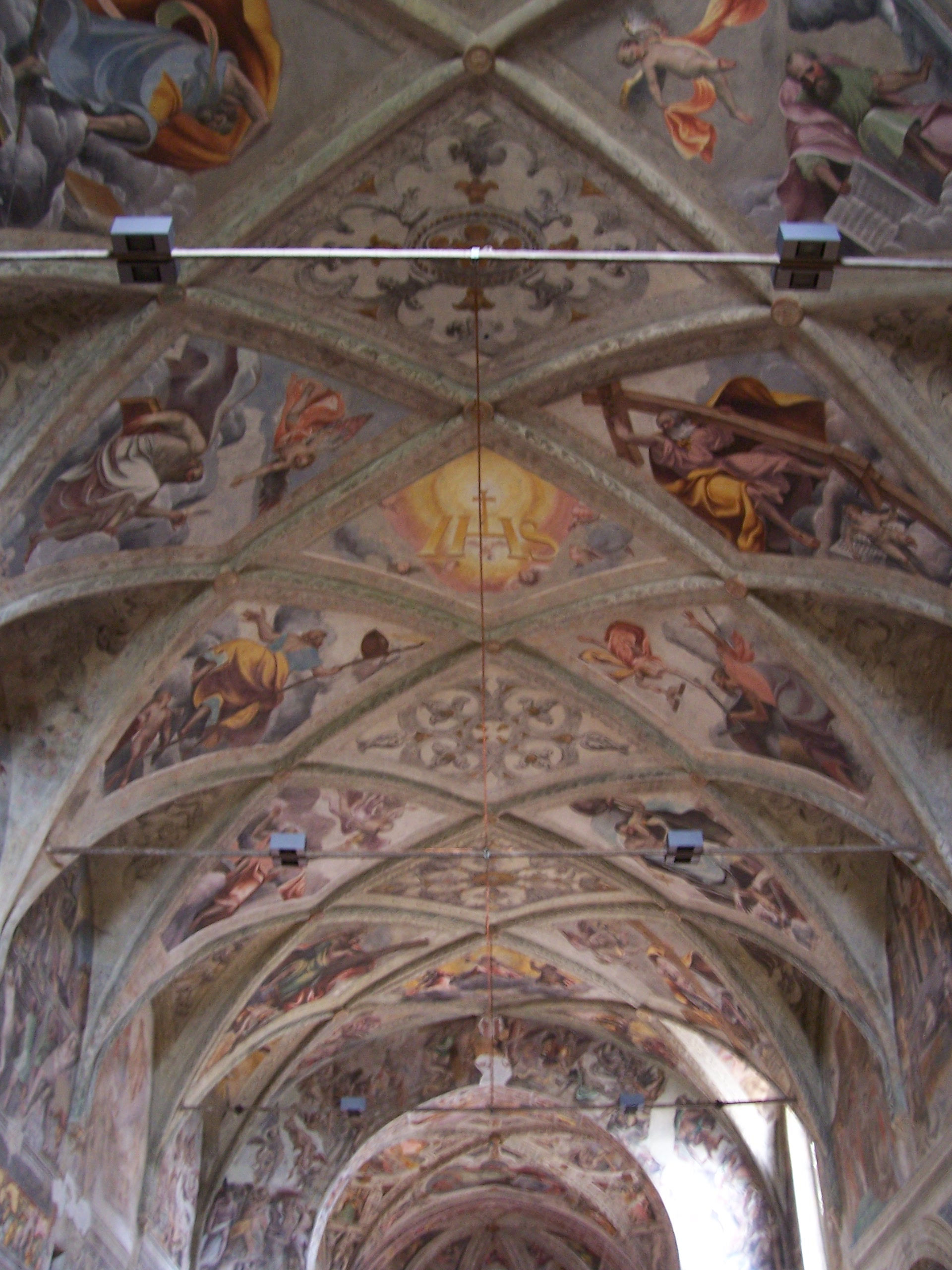
La volta

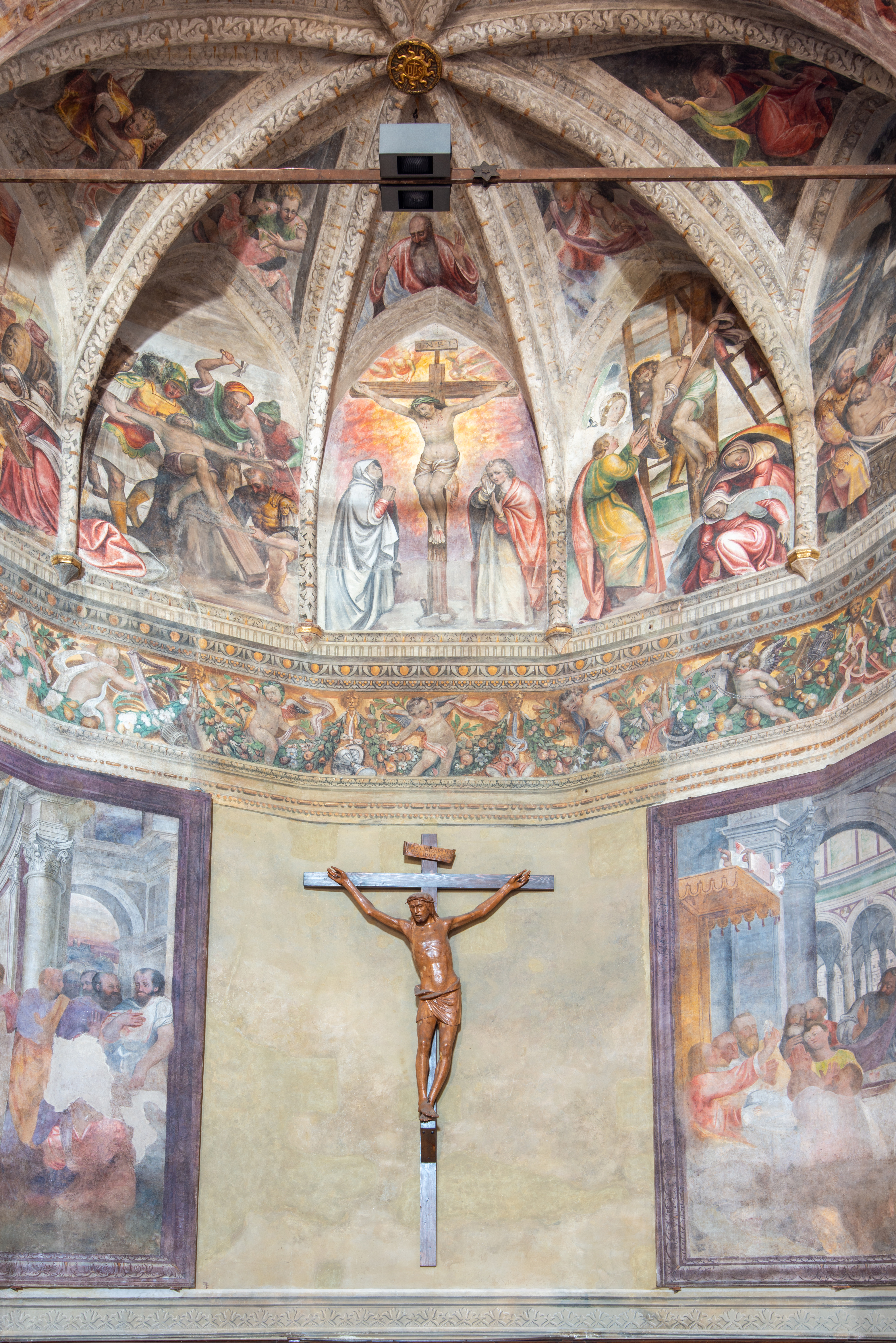
Il presbiterio e l'abside

Fra' Benedetto da Marone, entrato nell'ordine dei Gesuati nel 1550, ottiene nel 1565 l'incarico di trasformare l'interno della chiesa del Santissimo Corpo di Cristo. Come detto, fa realizzare la complicata volta a fitti costoloni in sostituzione del tetto in legno a vista e ricopre interamente l'interno con un esteso ciclo di affreschi. Da sottolineare, comunque, il fatto che non fosse più l'epoca delle volte a costoloni: a Rinascimento inoltrato, si era ormai in grado di costruire volte molto migliori. Non è chiaro perché Benedetto da Marone riutilizzi questi motivi di carattere gotico: forse per tradizione (le nuove tendenze medievali penetrarono a fatica nella Brescia medievale, e nel 1565 Benedetto da Marone aveva già una quarantina d'anni) e per affiancarsi maggiormente ai progetti di riferimento, come gli affreschi di Michelangelo nella Cappella Sistina romana, opera che Benedetto sicuramente conosceva.
È difatti proprio negli affreschi di Michelangelo che Benedetto pone il suo riferimento principale: come il grande artista, pone i dodici Apostoli nelle dodici losanghe laterali formate dai costoloni, mentre sull'arco santo raffigura il Giudizio Universale. Il tema è incentrato sulla figura di Cristo Giudice sulle nubi con il braccio alzato, fra la Vergine e San Giovanni Battista, posto nella prima losanga centrale della volta. Il Giudizio Universale è a sua volta trattato canonicamente: sul lato sinistro, i benedetti fuoriescono da terra e vengono portati al cielo dagli angeli, mentre sul lato destro i dannati sono spinti in basso da demoni simili a caproni armati di lunghi tridenti. Esiste anche un'"appendice" del Giudizio Universale sul primo arco di sinistra partendo dall'arco santo, dove sono raffigurati altri benedetti portati in cielo dagli angeli.
Sulla volta, invece, come detto, sono posizionati gli Apostoli. Tutte le figure sono accompagnate da un angelo recante il Libro della Parola di Dio, a significare l'annuncio secondo il mandato ricevuto: "Andate in tutto il mondo e predicate". A partire dall'arco santo si ammirano, a destra, San Pietro con le chiavi, San Giacomo Minore con la spada, San Tommaso con la squadra, San Filippo con la croce, San Matteo tra due grandi libri del Vangelo, San Simone con la sega. A sinistra, sempre dall'arco santo, sono raffigurati invece Sant'Andrea con la croce greca, San Giovanni con il calice avvelenato, San Giacomo Maggiore con la conchiglia, San Bartolomeo con il coltello, San Giuda Taddeo con l'alabarda (spesso identificato erroneamente con Simone), infine San Mattia con la scure. Al centro del gruppo degli Apostoli, nella losanga centrale, campeggia il grande trigramma di Cristo JHS, cioè Jesus Hominum Salvator, Gesù Salvatore degli uomini, raffigurato in prospettiva su uno sfondo di luce dorata e angeli. L'ultima losanga centrale, vicina al muro di controfacciata, e le due mezze successive, recano la traccia di come la volta fu ridipinta alla fine dell'Ottocento per rimediare al degrado degli affreschi cinquecenteschi, a stelle dorate su fondo blu. Il frammento è stato lasciato intatto dai restauratori che hanno recuperato le pitture sottostanti nella seconda metà del Novecento, in rispetto della stratigrafia.
Negli archi lungo le pareti sono raffigurate le vite e il martirio di alcuni santi, i cui temi seguono quelli riportati nella Legenda Aurea di Jacopo da Varazze, scritta nel corso del Duecento. Sulla parete sinistra, partendo dall'organo, si hanno in successione il Martirio del diacono Vincenzo di Tarragona, il Martirio di Santa Barbara con uno sfondo notturno ispirato all'arte di Raffaello Sanzio, l'Estasi di San Girolamo, San Francesco e Maria Maddalena al centro, che raffigura i tre santi in estatica visione di Cristo sulle nubi. Segue il Martirio di Santa Margherita d'Antiochia di Pisidia con raffigurata, in basso a destra, una dama a mezzobusto in abito bianco cinquecentesco, sfarzosamente ornato di fili d'oro e perle, con mani giunte in devoto atteggiamento: si tratta molto probabilmente di una dei committenti, che troveranno più spazio nei dipinti dell'endonartece. Parlando dei committenti, con riferimento anche a questi ultimi, descritti in seguito, non è chiaro chi furono veramente. Verosimilmente facevano parte della famiglia Martinengo, dei quali tale chiesa era la tomba di famiglia del tempo, ma anche molti esponenti dei Pedersoli trovavano qui sepoltura, così come i Mazzucchelli e i Mora. Chiude la serie di archi l'Estasi di San Francesco, ma si tratta di un'aggiunta seicentesca opera di Pompeo Ghitti, noto autore locale. Segue, in realtà, un ultimo arco ma, come detto precedentemente, è qui raffigurata un'appendice del Giudizio Universale dell'arco santo, dove i benedetti escono da terra e sono portati al cielo da schiere di angeli. Rimanendo sul lato sinistro, l'intera parete conserva ancora oggi gli affreschi originali di Benedetto da Marone: sotto il ciclo dei martiri corre un'elaborata fascia di putti alternati a frutta, vegetali, animali e festoni secondo il gusto del Mantegna, fascia concepita come fregio di un'immaginaria trabeazione, sostenuta dal relativo colonnato sottostante, anch'esso finto e posto davanti a prospettiche vedute trompe-l'œil. Le varie colonne sono ornate da festoni e sormontate da mensoloni, i quali inquadrano una specie di ulteriore trabeazione dovo sono riportate, a due per due, le ultime sei stazioni della Via Crucis, anch'esse affrescate. Vicino al presbiterio, sopra l'ingresso laterale, è posta una seicentesca Madonna in trono tra San Paolo eremita, la Maddalena e Santa Maria Egiziaca, di modesta fattura. Al centro della parete è posto un tratto non affrescato e lasciato a nudo: qui era posizionato, e vi rimase sino al 1883, il Mausoleo Martinengo, ora al Museo di Santa Giulia.
La parete di destra reca invece l'aspetto assunto all'inizio del Seicento dopo l'apertura delle cappelle del Bagnadore: sono quindi andati perduti gli originali affreschi di Benedetto da Marone che, verosimilmente, dovevano essere speculari a quelli della parete di sinistra e recavano le prime sei stazioni della Via Crucis. Oggi, i tre archi d'ingresso sono incorniciati da finte architetture di mano seicentesca, che comunque si rifanno complessivamente a quelle sul lato opposto. Gli archi superiori presentano egualmente altre scene di martirio: partendo dall'organo, si hanno il Martirio di Santa Caterina d'Alessandria, un dipinto seicentesco raffigurante Sant'Antonio e il miracolo della mula, il Martirio di Santa Lucia, il Martirio di Sant'Agata e un altro affresco seicentesco con San Pietro d'Alcantara. L'arco successivo non ha mai avuto decorazioni: l'alta monofora che lo occupa, difatti, fu aperta in partenza da Benedetto da Marone, insieme a quella nel presbiterio, per dare luce all'interno, essendo i sottarchi della volta, nei suoi progetti, già occupati dalle scene di martirio. Nell'arco raffigurante ilMartirio di Santa Lucia, inoltre, è presente un dato curioso: al limite inferiore, al centro, fra un gruppo di spettatori, è posto un uomo sulla quarantina, stempiato, con volto ossuto, barba scura e il dito della mano destra rivolto verso la scena, quasi voglia invitare l'osservatore a contemplare il martirio della santa. In tutto il ciclo di affreschi, è l'unica figura a rivolgersi all'esterno: verosimilmente, pertanto, lo si può identificare con l'autoritratto di Benedetto da Marone.
Alla lunga serie di affreschi negli archi se ne dovrebbero aggiungere ancora due: si tratta dei due archi estremi della fila, ormai tangenti al muro di controfacciata, uno sul lato destro e uno sul lato sinistro. Come già detto, l'interno della chiesa fu completamente ridipinto, alla fine dell'Ottocento, in stile neogotico: quando gli affreschi sono stati recuperati, nella seconda metà del Novecento, per rispettare la stratigrafia si è deciso di lasciare qui un lacerto di quell'intervento, così come sulla volta, come già visto. Gli originali affreschi sottostanti, la Presentazione al Tempio di Maria a destra e lo Sposalizio della Vergine a sinistra, esistono dunque tuttora, ma sono coperti dal manto pittorico ottocentesco.

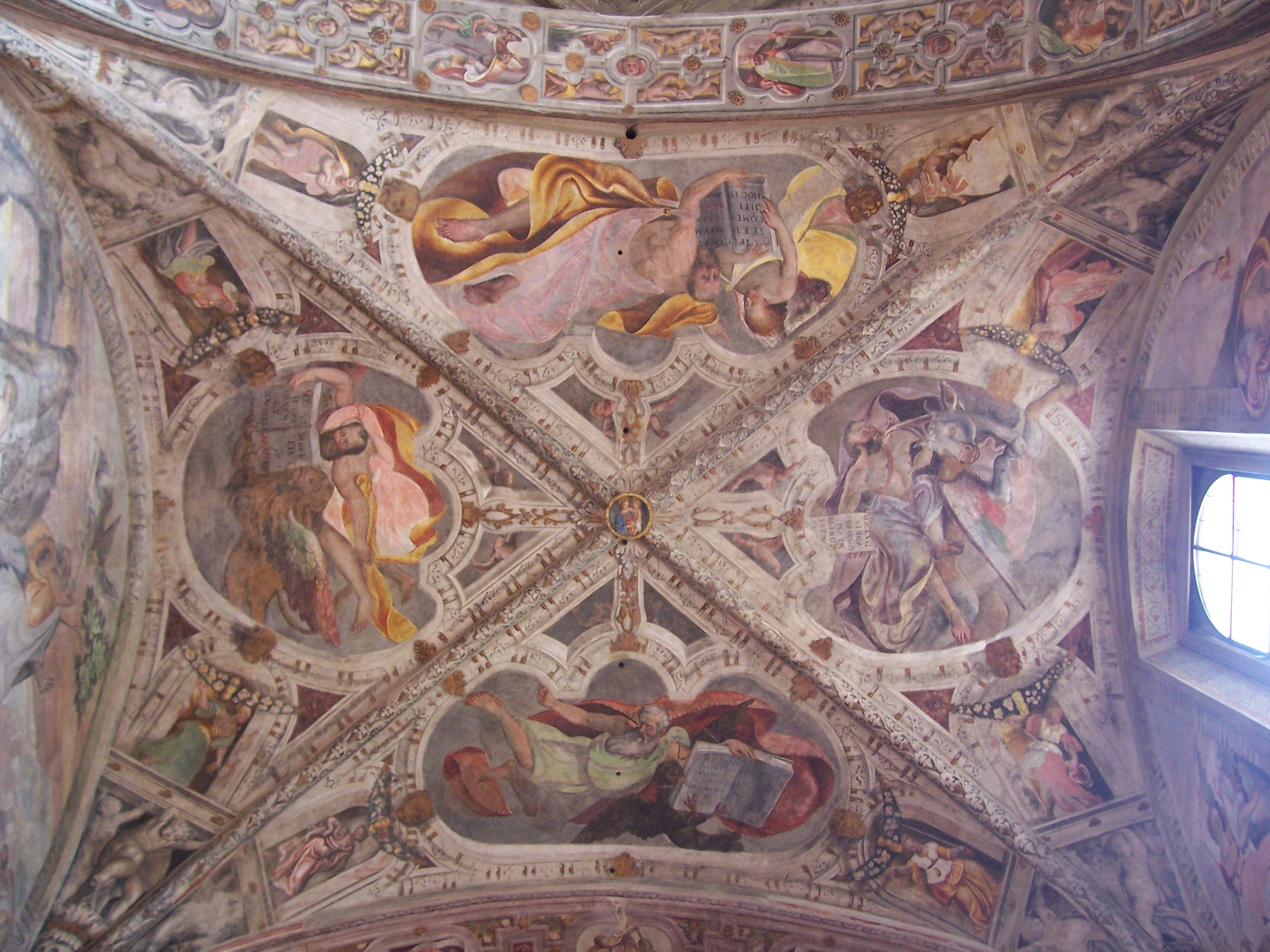
La volta del presbiterio

Nel presbiterio, luogo della celebrazione eucaristica, tutti gli affreschi hanno un riferimento al mistero del Corpo e del Sangue di Cristo. Su entrambi i lati, nella parete sotto la volta, si hanno gli affreschi cinquecenteschi in larga parte completati da Vittorio Trainini all'inizio del Novecento, per rimediare alle vaste aree ormai cadute a causa dell'umidità risalente i muri (questa zona della chiesa è interrata di circa tre metri). A destra è posta la grande scena della Raccolta della manna nel deserto, sormontata nell'arco da Elia nel deserto soccorso dall'Angelo con pane e acqua. Quest'ultimo dipinto è costruito direttamente attorno alla monofora, che non è di apertura successiva ma già intervento di Benedetto da Marone per illuminare l'interno della chiesa, come visto anche prima. A sinistra si ha l'altro dipinto completato dal Trainini, l'Incontro di Abramo con Melchisedech, a sua volta sormontato dall'arco con Abramo che sacrifica Isacco, prefigurazione del sacrificio di Gesù. Nella volta a crociera, all'interno di una ricchissima cornice di angeli, festoni, ornamenti e particolari architettonici, sono rappresentati i Quattro Evangelisti, accompagnati come da tradizione dai propri simboli.
Nell'abside, infine, sono posti sulle pareti due affreschi, già deteriorati e poi strappati per salvarli dall'umidità, raffiguranti la Lavanda dei piedi a sinistra e l'Ultima cena a destra. Segue un fregio di stile medesimo a quello posto sotto la volta della chiesa, con putti e motivi vegetali, che fa da base agli affreschi nei sottarchi della volta a ombrello tardo-gotica. La lunetta centrale raffigura Gesù in croce tra Maria e Giovanni ed è preceduta dalle scene della Caduta e Crocifissione di Gesù e seguita da quelle con la Deposizione e Gesù viene riposto nella tomba. Nelle vele della volta sono posti quattro Angeli, mentre nella vela centrale, proprio sopra il Cristo crocifisso, è posto il Padre Eterno, nell'atto di allargare le braccia.
Si è pertanto in grado di comprendere sinteticamente il progetto iconografico di Benedetto da Marone: il gesto d'amore divino verso il mondo ha negli affreschi dell'abside il suo punto di partenza e convergenza, è prefigurato da quelli nel presbiterio con gli episodi dei profeti ebrei e proclamato dagli evangelisti nella volta. L'iniziale compimento di questo amore è posto fisicamente "all'inizio" dell'opera, nell'endonartece, con gli episodi della vita di Cristo, come trattato in seguito, e fanno da intermediario fra queste due fasi le scene dei martiri nelle lunette della volta dell'aula, che continuano e rivivono il sacrificio del Redentore. Sull'arco trionfale è infine posto il Giudizio Universale, il compimento dei tempi, e fa da massimo coronamento al totale il cristogramma JHS posizionato nella losanga centrale della volta. In un amplissimo ciclo pittorico, quindi, viene illustrata una sintesi dell'opera della salvezza, che può essere compresa anche dagli illetterati e da chi non ha dimestichezza con la teologia, utilizzando un metodo didattico-catechetico che esalta il mistero centrale di Gesù, l'eucaristia. Ciò illumina pienamente il senso della dedica di questa chiesa al Santissimo Corpo di Cristo che, come detto in apertura, rimane l'unica dedica corretta, poiché è evidentemente errato il titolo "popolare" di San Cristo.

### Gli affreschi di Lattanzio Gambara
L'endonartece della chiesa, soluzione molto particolare nel panorama bresciano, è costituito da un breve spazio coperto da tre volte a crociera che sostiene la cantoria e introduce all'aula, dalla quale è delimitato da due colonne libere che sostengono i relativi tre archi. Tutte le superfici di questo piccolo portico interno, tranne le tre volte a crociera, sono stati affrescati nella seconda metà del Cinquecento, mentre Benedetto da Marone lavorava al resto della chiesa, da un autore ignoto, la cui arte è però facilmente riconducibile a quella di Lattanzio Gambara, importante autore bresciano dell'epoca, genero del Romanino e autore anche del ciclo di affreschi della navata centrale del Duomo di Parma. Di particolare interesse è l'opera approntata dal pittore sul lato esterno del nartece, quello rivolto verso il presbiterio, la stretta e oblunga superficie che fa da riempimento e coronamento ai tre archi, quindi sale e diventa il parapetto della cantoria. Tale spazio viene innanzitutto quadripartito dipingendo le chiavi degli archi con una triplice effigie di Santa Giulia in croce, raffigurata in tre posizioni diverse, come rimando alla vicinanza del convento con il monastero di Santa Giulia. Nei quattro settori sono quindi posizionati, con mano esperta e finissima, i Padri della Chiesa Occidentale (sant'Ambrogio di Milano, san Gregorio I papa, sant'Agostino d'Ippona e san Girolamo) al centro e i Padri della Chiesa Orientale alle due estremità (sant'Anastasio e san Basilio Magno a sinistra, san Gregorio di Nissa e san Giovanni Damasceno a destra). Gli otto personaggi paiono incastonati in varie posizioni fra la superficie esterna dei tre archi (sulla quale ricadono sovente le loro vesti) e il fregio superiore, riccamente vestiti e circondati da putti e tomi scritti.
All'interno del portico sono stati dipinti, dalla stessa mano, quattro episodi della vita di Cristo: gli affreschi sono posizionati sul fondo e ai lati del nartece. Lo spazio centrale è occupato dall'ingresso della chiesa, sormontato da una pittura decorativa successiva, mentre l'affresco laterale destro è stato irrimediabilmente sfondato dall'apertura di un ingresso laterale. Sul lato sinistro sono poste la Nascita e la Presentazione al Tempio di Gesù, a destra sono invece Gesù tra i dottori e il Battesimo di Cristo. Di quest'ultimo, rovinato dall'apertura della porta, rimane solo il contorno, con una parte di Giovanni Battista e alcuni angeli. In questi dipinti, come nei precedenti, sono visibili alcuni colti accorgimenti che rimandano all'arte del Gambara, come la luminosità che emana la culla nel primo affresco, lo studio della luce nel terzo, la prospettiva del Tempio nel secondo e la bellezza degli angeli nell'ultimo.
Come già accennato, negli affreschi dell'endonartece si ha una fitta rappresentazione dei committenti: uno si trova nella Nascita di Gesù, un uomo stempiato che fa capolino fra due pastori adoranti, vestito in abito monacale bianco, il che fa pensare che sia un membro della comunità o il priore. La scena successiva, la Presentazione al Tempio, mostra appoggiata a una colonna del tempio una dama ingioiellata che guarda lo spettacolo da lontano con mani giunte, mentre un altro personaggio lo si può trovare nell'affresco ancora successivo, dove un anziano ascetico in abito nero sta seminascosto fra i Dottori, forse un anziano della comunità.

## Schema degli affreschi

### Endonartece
Tutti i seguenti affreschi elencati sono opera di Lattanzio Gambara.
- Nascita di Gesù (n1)
- Presentazione al Tempio (n2)
- Gesù tra i dottori (n3)
- Battesimo di Cristo (n4) (l'affresco risulta privo della figura centrale di Cristo e altri particolari a causa della successiva apertura dell'ingresso laterale)
- Padri della chiesa Occidentale e Orientale (n5)
- Santa Giulia in croce (n6) (tre diverse raffigurazioni sulle chiavi dei tre archi)

### Lato destro
I dipinti su questo lato si sono mantenuti originali solo negli archi soprastanti. I primitivi dipinti di Benedetto da Marone sulla parete, che rappresentavano le prime sei stazioni della Via Crucis, sono andati perduti con l'apertura delle tre cappelle del Bagnadore all'inizio del Seicento (d1, d2, d3).

#### Parete
- Autore seicentesco, Finte architetture a cornice delle tre cappelle (d4)
- Carlo Chimeri, residuo della decorazione ottocentesca a finto mattone (d5)
- Francesco Pezzoli su progetto di Carlo Melchiotti, Monumento a Pietro Capretti (d6) (dal 1934 si trovano qui anche le spoglie del prelato, sepolto sotto la lapide ai piedi del monumento)

#### Archi superiori
I seguenti affreschi sono tutti opera di Benedetto da Marone, tranne il primo e il quarto, di mano seicentesca.
- Autore seicentesco, San Pietro d'Alcantara (ad1)
- Martirio di Sant'Agata (ad2)
- Martirio di Santa Lucia (ad3)
- Autore seicentesco, Sant'Antonio e il miracolo della mula (ad4)
- Martirio di Santa Caterina (ad5)
- Presentazione al Tempio di Maria (ad6) (l'affresco, sebbene esista ancora, è stato lasciato coperto dalla decorazione ottocentesca in stile neogotico per rispettare la stratigrafia)

### Lato sinistro
I dipinti su questo lato sono ancora quelli originali di Benedetto da Marone e, pertanto, vi si conservano le ultime sei stazioni della Via Crucis inquadrate da finte architetture.

#### Parete
- Vano lasciato dal trasferimento del Mausoleo Martinengo (s1)
- Benedetto da Marone, Via Crucis, dalla stazione VI alla XII, e Finte architetture (s2)
- Autore seicentesco, Madonna in trono tra San Paolo eremita, la Maddalena e Santa Maria Egiziaca (s3)

#### Archi superiori
I seguenti affreschi sono tutti opera di Benedetto da Marone, tranne il secondo che è di Pompeo Ghitti.
- Giudizio Universale (as1) (appendice del tema svolto sull'arco santo)
- Pompeo Ghitti, Estasi di San Francesco (as2)
- Martirio di Santa Margherita di Antiochia di Pisidia (as3)
- Estasi di San Girolamo, San Francesco e Maria Maddalena (as4)
- Martirio di Santa Barbara (as5)
- Martirio del Diacono Vincenzo di Tarragona (as6)
- Sposalizio della Vergine (as7) (l'affresco, sebbene esista ancora, è stato lasciato coperto dalla decorazione ottocentesca in stile neogotico per rispettare la stratigrafia)

### Volta
I seguenti affreschi sono tutti opera di Benedetto da Marone.
- Cristo Giudice tra la Vergine e Giovanni Battista (v1) (il tema dell'affresco è connesso con il sottostante Giudizio Universale)
- Angeli (v15 e v16)
- Apostolo Pietro (v3)
- Apostolo Giacomo il Minore (v4)
- Apostolo Tommaso (v5)
- Apostolo Filippo (v6)
- Apostolo Matteo (v7)
- Apostolo Simone Zelota (v8)
- Apostolo Mattia (v9)
- Apostolo Giuda Taddeo (v10)
- Apostolo Bartolomeo (v11)
- Apostolo Giacomo il Maggiore (v12)
- Apostolo Giovanni (v13)
- Apostolo Andrea (v14)
- JHS (v17)
- Residuo della decorazione ottocentesca a stelle dorate su fondo blu (v18)

### Presbiterio
Nel presbiterio della chiesa si concentrano i migliori affreschi della chiesa, praticamente tutti opera di Benedetto da Marone, affiancati a quelli del Quattrocento.

#### Arco santo
- Paolo Caylina il Vecchio, Madonna in trono con Bambino fra i Santi Rocco e Cristoforo (q1, sopra)
- Giovanni Maria da Brescia, San Girolamo penitente e il Beato Giovanni Tavelli da Tossignano (q1, sotto)
- Benedetto da Marone, Giudizio Universale (p9)
- Girolamo da Brescia, Madonna in trono tra San Bartolomeo e il Beato Giovanni Colombini, (q2, sopra)
- Paolo Caylina il Vecchio, Adorazione del Bambino, (q2, sotto)

#### Presbiterio
I seguenti affreschi sono tutti opera di Benedetto da Marone.
- Evangelisti Giovanni, Marco, Matteo e Luca (rispettivamente p1, p2, p3 e p4)
- Con interventi di Vittorio Trainini, La raccolta della Manna nel deserto (p5)
- Elia nel deserto soccorso dall'Angelo con pane e acqua (p6)
- Con interventi di Vittorio Trainini, Incontro di Abramo con Melchisedech (p7)
- Abramo che sacrifica Isacco (p8)

#### Abside
I seguenti affreschi sono tutti opera di Benedetto da Marone.
- Caduta di Gesù (a5)
- Crocifissione di Gesù (a4)
- Gesù in croce tra Maria e Giovanni (a3)
- Deposizione (a2)
- Gesù viene riposto nella tomba (a1)
- Angeli (a6, a7, a9, a10)
- Padre Eterno (a8)
- Ultima Cena (a11)
- Lavanda dei Piedi (a12)

## Il monastero
Il monastero annesso alla chiesa è costituito da tre chiostri, uno molto piccolo, a sinistra della facciata, e due più grandi affiancati alla chiesa sempre sulla sinistra, uno dopo l'altro, completati dalle relative gallerie interne. A questi ambienti si aggiunge un esteso cortile oltre il primo chiostro d'ingresso, oggi utilizzato come parcheggio, sul quale si affacciano due edifici di più tarda costruzione ma sempre annessi al complesso.
Il monastero si incastona esattamente fra Via Piamarta e le mura più interne del Castello di Brescia e il grande cortile si affaccia direttamente sul teatro romano, che sarebbe da qui perfettamente visibile nel suo insieme se non fosse per una fitta area alberata che lo scherma.

## Galleria d'immagini

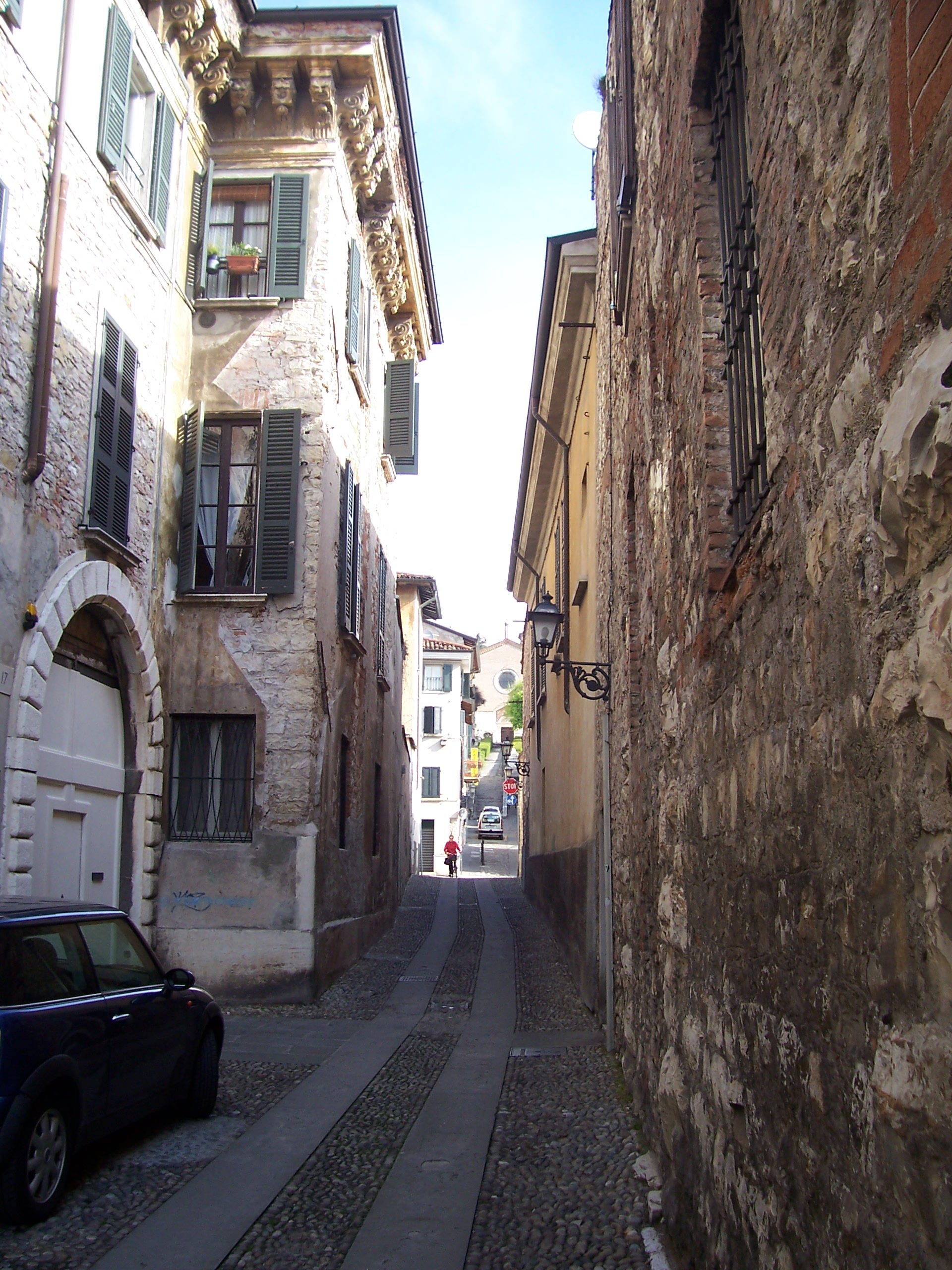
La facciata della chiesa vista da via Gambara: il fortunato cannocchiale ottico in cui si pone la chiesa le permette di essere vista anche a quattrocento metri di distanza
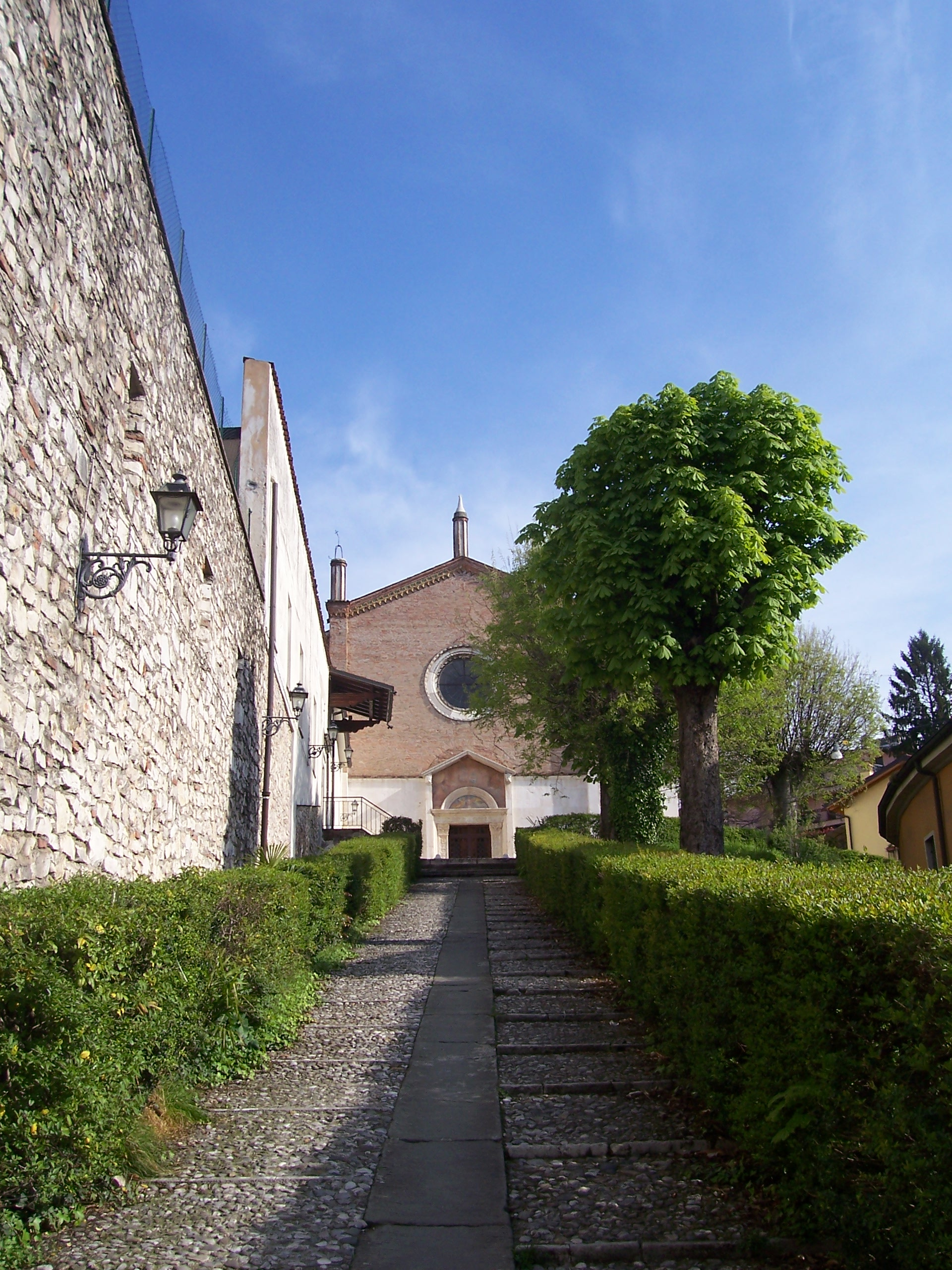
La scenografica scalinata d'accesso
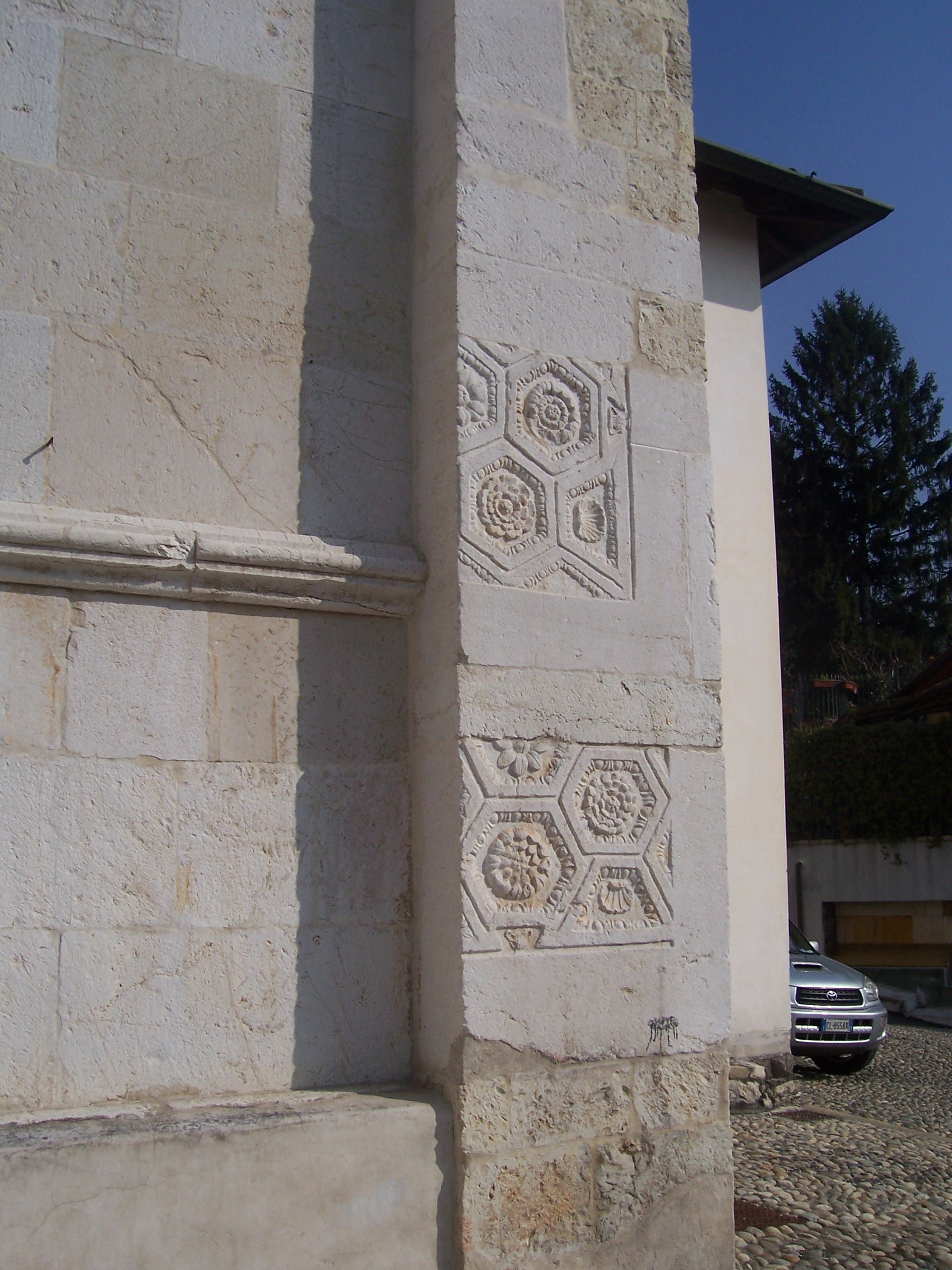
Le formelle del Capitolium
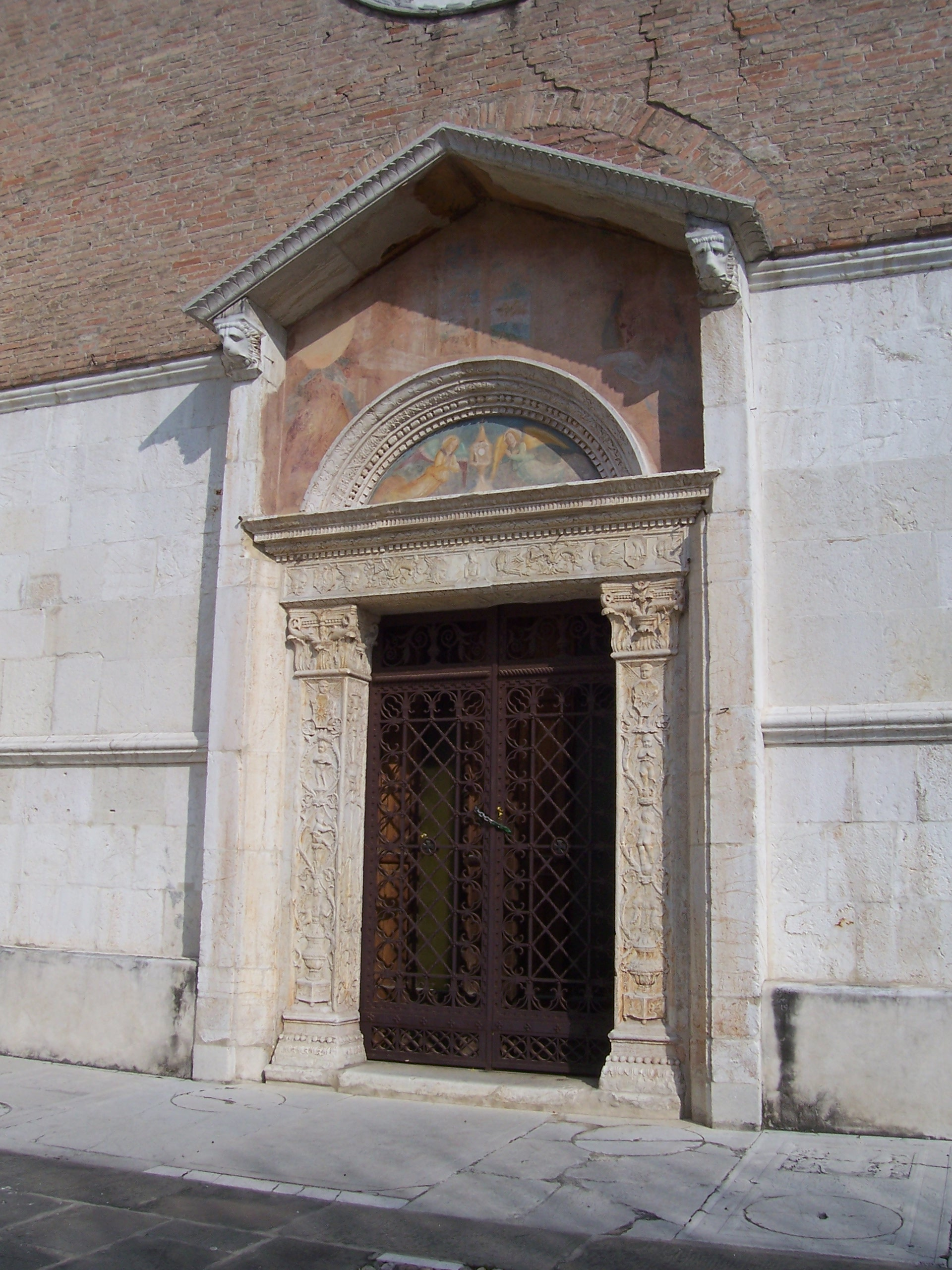
Il portale d'ingresso alla chiesa
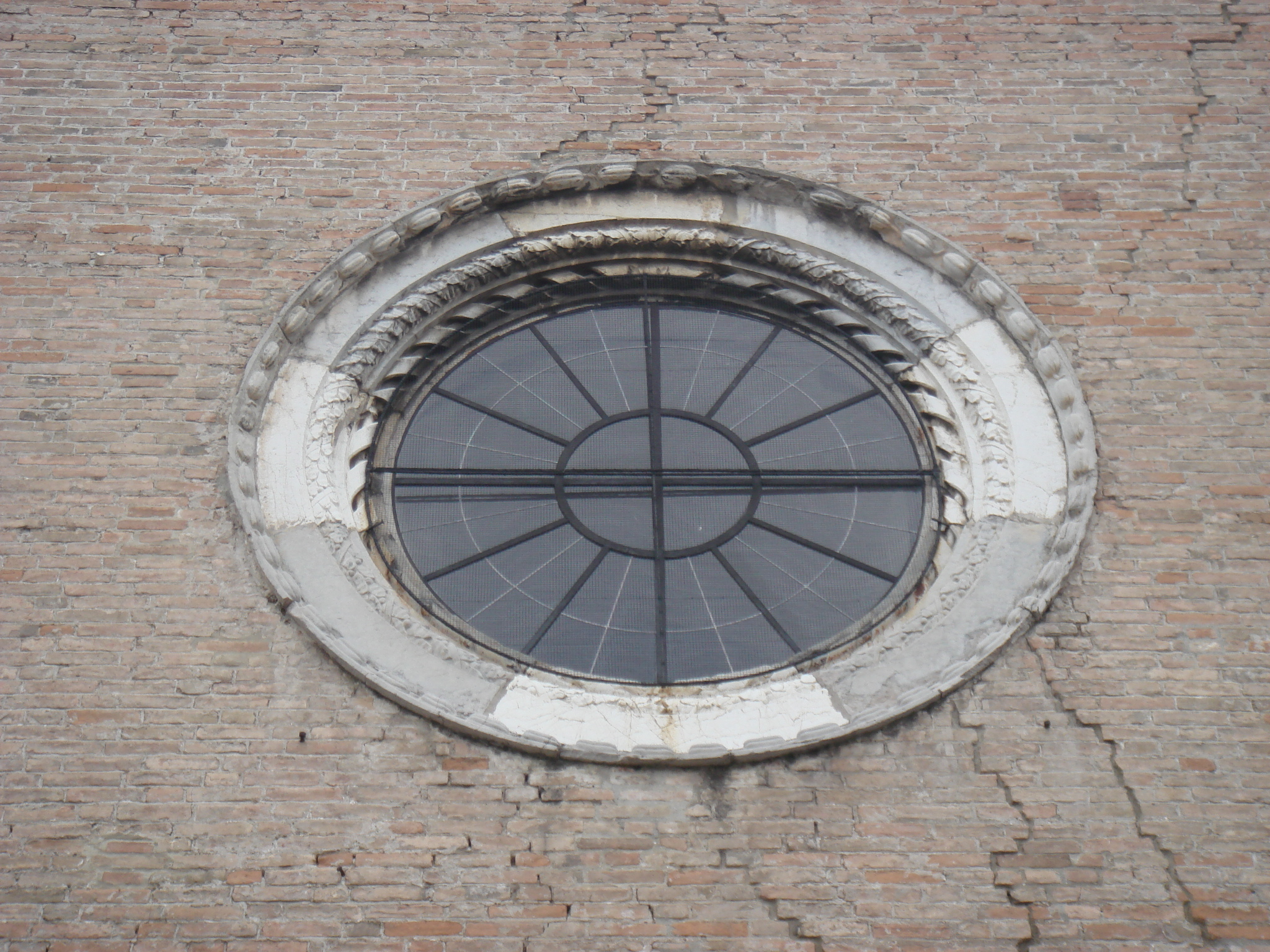
Particolare del rosone
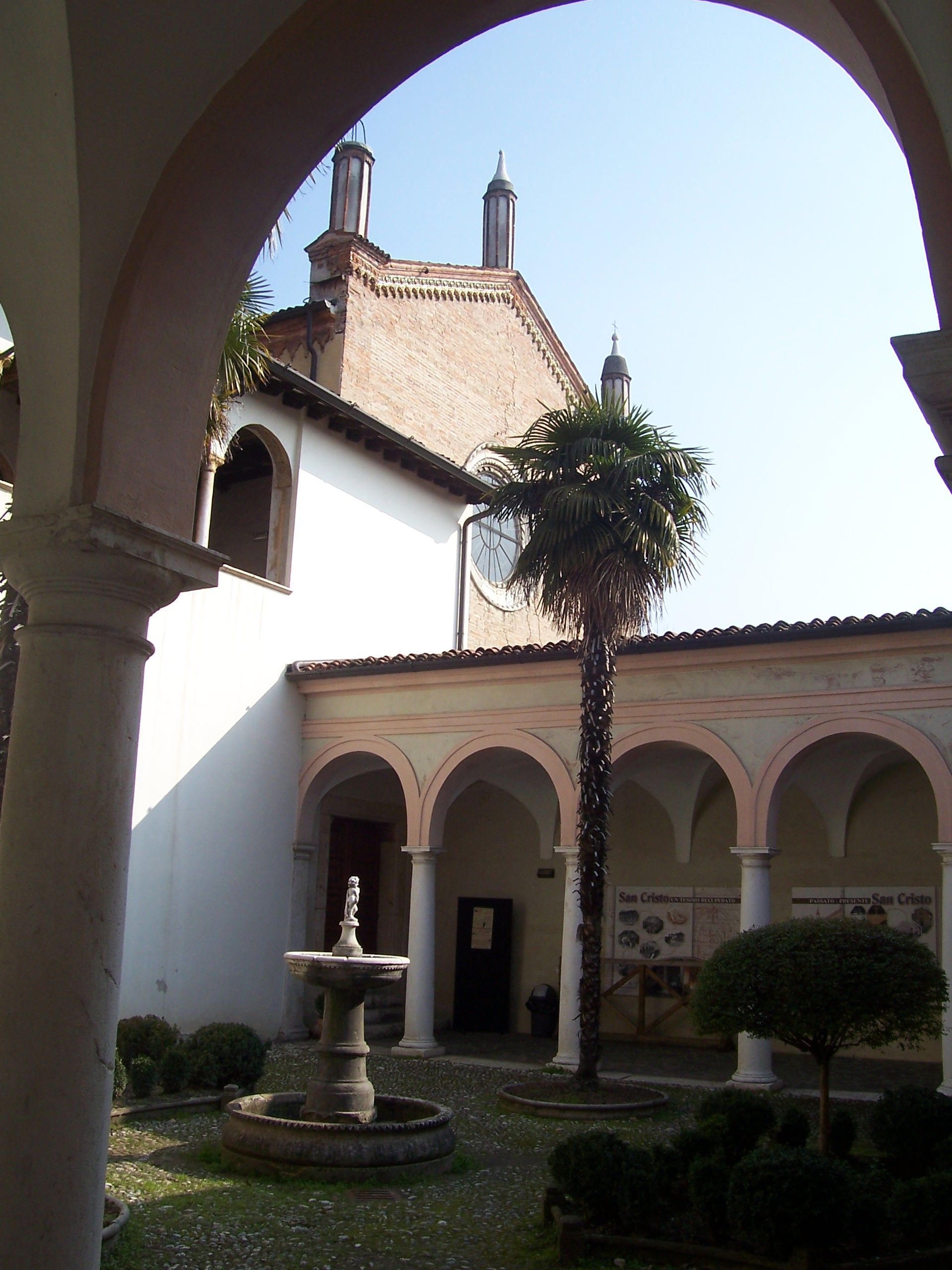
Il chiostrino d'entrata
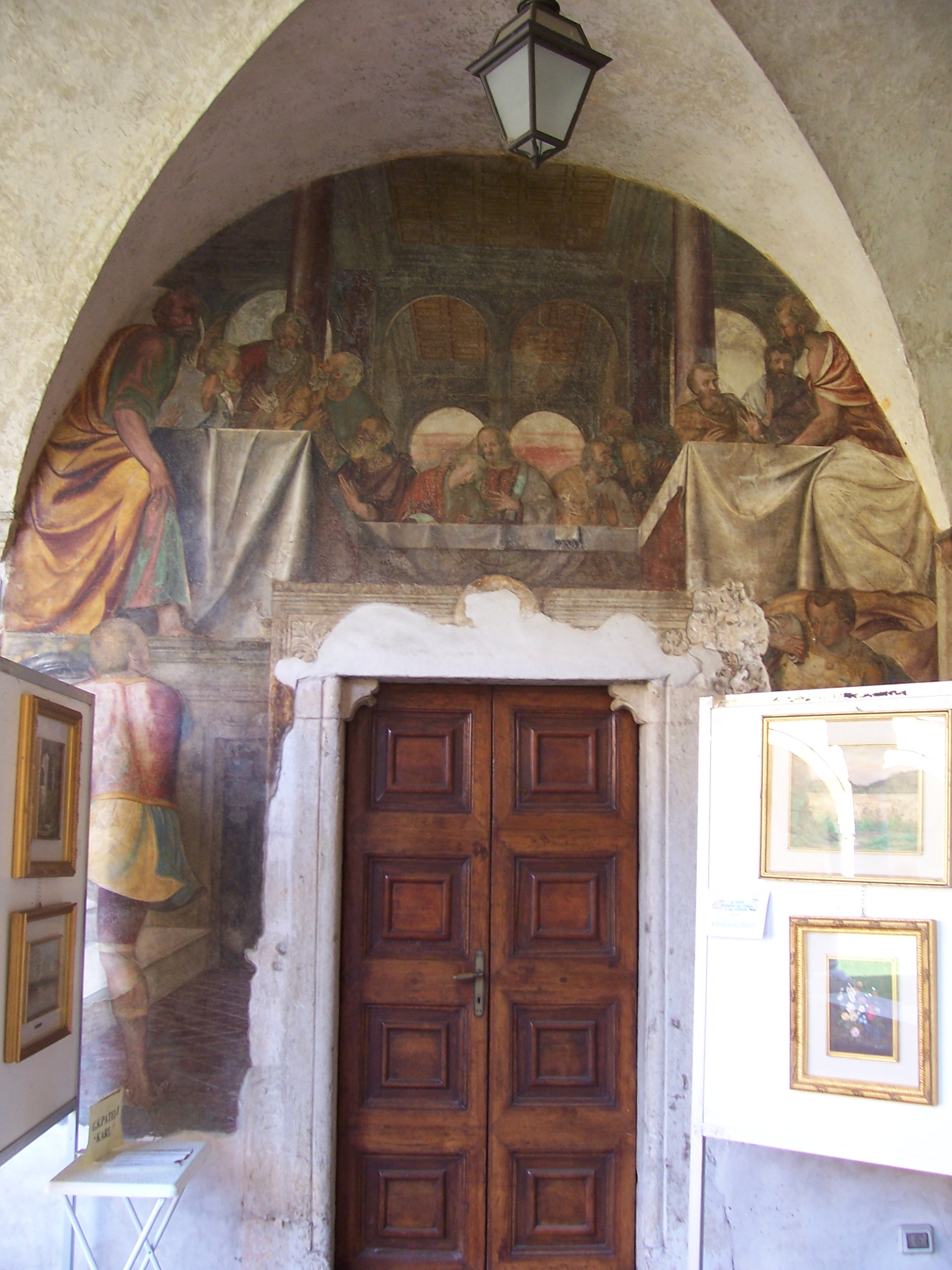
L'Ultima cena di Benedetto da Marone nel chiostro della chiesa
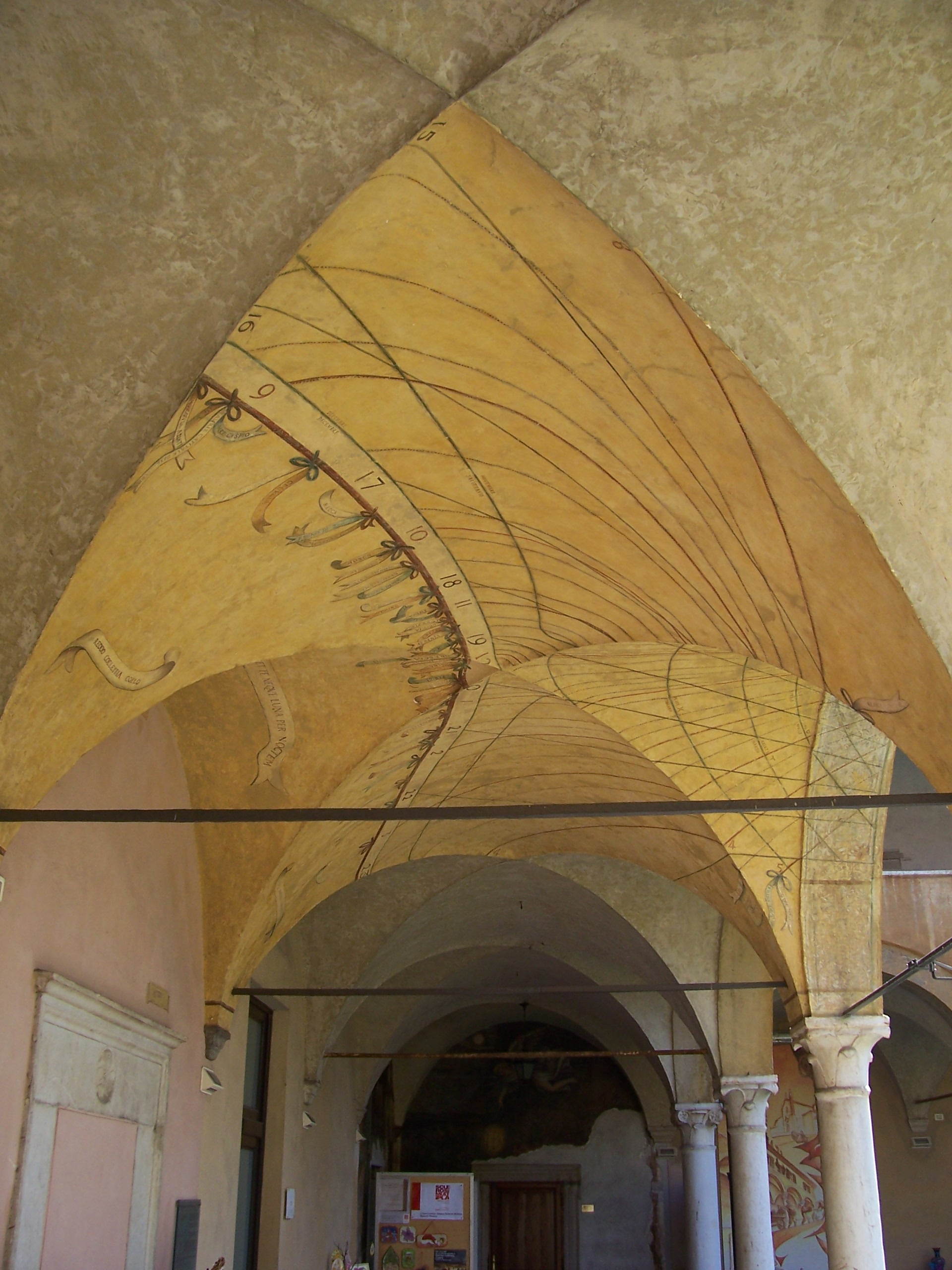
La meridiana catottrica